# Persone di nome Francesco
| Questa pagina contiene informazioni ricavate automaticamente dalle voci biografiche con l'ausilio del template Bio e di un bot. L'aggiornamento è periodico e automatico e ricostruisce completamente la pagina. Se manca una persona in questa lista, sei pregato di non aggiungerla, ma accertati piuttosto che la sua voce biografica contenga il template Bio e che i dati anagrafici siano correttamente compilati. Se il template Bio manca, inseriscilo tu stesso o, in alternativa, metti l'avviso {{tmp\|Bio}} che ne segnala la mancanza. Se i dati riportati sono sbagliati, correggi direttamente la voce biografica; le modifiche saranno visibili in questa lista entro pochi giorni. Per chiarimenti vedi il progetto antroponimi. La lista contiene solo le 3.702 persone che sono citate nell'enciclopedia e per le quali è stato implementato correttamente il template Bio. Pagina aggiornata al 6 ago 2025. |

Questa è una lista di persone presenti nell'enciclopedia che hanno il nome Francesco, suddivise per attività principale.

## Abati(3)
- Francesco Campana, abate italiano (Colle di Val d'Elsa - † 1546)
- Francesco Marucelli, abate e bibliografo italiano (Firenze, n. 1625 - Roma, † 1703)
- Francesco Tirelli, abate italiano (Guastalla, n. 1719 - Guastalla, † 1792)

## Agenti segreti(1)
- Francesco Pazienza, agente segreto italiano (Monteparano, n. 1946 - Sarzana, † 2025)

## Agronomi(2)
- Francesco Angelini, agronomo, giornalista e politico italiano (Roma, n. 1898)
- Francesco Todaro, agronomo e politico italiano (Cortale, n. 1864 - Roma, † 1950)

## Alchimisti(1)
- Francesco Maria Santinelli, alchimista, poeta e librettista italiano (Pesaro, n. 1627 - Roma, † 1697)

## Allenatori di atletica leggera(1)
- Francesco Uguagliati, allenatore di atletica leggera e dirigente sportivo italiano (Padova, n. 1955)

## Allenatori di calcio a 5(1)
- Francesco Cipolla, allenatore di calcio a 5 italiano (Cosenza, n. 1980)

## Allenatori di hockey su pista(2)
- Francesco Amato, allenatore di hockey su pista e ex hockeista su pista italiano (Giovinazzo, n. 1968)
- Francesco Dolce, allenatore di hockey su pista e ex hockeista su pista italiano (Viareggio, n. 1973)

## Allenatori di pallacanestro(4)
- Franco Marcelletti, allenatore di pallacanestro italiano (Caserta, n. 1955)
- Francesco Scimeca, allenatore di pallacanestro italiano
- Francesco Tabellini, allenatore di pallacanestro italiano (Modena, n. 1983)
- Francesco Vitucci, allenatore di pallacanestro italiano (Venezia, n. 1963)

## Allenatori di pallavolo(2)
- Francesco Dall'Olio, allenatore di pallavolo e ex pallavolista italiano (Modena, n. 1953)
- Francesco Sbalchiero, allenatore di pallavolo italiano

## Alpinisti(6)
- Francesco Coppellotti, alpinista, imprenditore e militare italiano (Brescia, n. 1883 - Monte Mrzli, † 1915)
- Francesco Lacedelli, alpinista italiano (Cortina d'Ampezzo, n. 1796 - Cortina d'Ampezzo, † 1886)
- Francesco Lurani Cernuschi, alpinista, esploratore e musicologo italiano (n. 1857 - † 1912)
- Francesco De Marchi, alpinista, speleologo e ingegnere italiano (Bologna, n. 1504 - L'Aquila, † 1576)
- Franco Miotto, alpinista italiano (Malles Venosta, n. 1932 - Limana, † 2020)
- Franco Perlotto, alpinista e scrittore italiano (Vicenza, n. 1957)

## Ambasciatori(1)
- Francesco Vettori, ambasciatore italiano (Firenze, n. 1474 - Firenze, † 1539)

## Ambientalisti(1)
- Francesco Ferrante, ambientalista e politico italiano (Palermo, n. 1961)

## Ammiragli(10)
- Francesco Bandiera, ammiraglio austriaco (Venezia, n. 1785 - Carpenedo di Mestre, † 1847)
- Francesco Caracciolo, ammiraglio italiano (Napoli, n. 1752 - Napoli, † 1799)
- Francesco Carroz, ammiraglio spagnolo († 1339)
- Francesco Duodo, ammiraglio italiano (Venezia, n. 1518 - Venezia, † 1592)
- Francesco Labanchi, ammiraglio italiano (Maratea, n. 1720 - Napoli, † 1770)
- Francesco Mazzinghi, ammiraglio italiano (Livorno, n. 1852 - Roma, † 1938)
- Francesco Mimbelli, ammiraglio italiano (Livorno, n. 1903 - Roma, † 1978)
- Francesco Rogadeo, ammiraglio italiano (Napoli, n. 1892 - Roma, † 1985)
- Francesco Rotundi, ammiraglio italiano (Foggia, n. 1885 - Roma, † 1945)
- Francesco Sivori, ammiraglio italiano (Palermo, n. 1771 - Genova, † 1830)

## Anarchici(2)
- Francesco Ghezzi, anarchico e sindacalista italiano (Cusano Milanino, n. 1893 - Vorkuta, † 1942)
- Francesco Mastrogiovanni, anarchico italiano (n. 1951 - Vallo della Lucania, † 2009)

## Anatomisti(2)
- Francesco Antonio Boi, anatomista italiano (Olzai, n. 1767 - Cagliari, † 1850)
- Francesco Todaro, anatomista, politico e ittiologo italiano (Tripi, n. 1839 - Roma, † 1918)

## Anglisti(1)
- Francesco Dragosei, anglista, scrittore e disegnatore italiano (Roma, n. 1942 - Roma, † 2006)

## Antifascisti(4)
- Francesco Martella, antifascista italiano (Atri, n. 1898 - Atri, † 1943)
- Francesco Fausto Nitti, antifascista e partigiano italiano (Pisa, n. 1899 - Roma, † 1974)
- Francesco Petrin, antifascista italiano (Santa Maria di Sala, n. 1906 - Padova, † 1980)
- Francesco Viviani, antifascista italiano (Verona, n. 1891 - Buchenwald, † 1945)

## Antiquari(4)
- Francesco Albertini, antiquario italiano (Firenze - Roma)
- Francesco de' Ficoroni, antiquario e archeologo italiano (Labico, n. 1664 - Roma, † 1747)
- Francesco Martinetti, antiquario, numismatico e falsario italiano (Roma, n. 1833 - Roma, † 1895)
- Francesco Vettori, antiquario e numismatico italiano (n. 1693 - † 1770)

## Antropologi(3)
- Francesco Alziator, antropologo, filologo e letterato italiano (Cagliari, n. 1909 - Cagliari, † 1977)
- Francesco Carbone, antropologo, critico d'arte e pittore italiano (Cirene, n. 1923 - Palermo, † 1999)
- Francesco Remotti, antropologo italiano (Pozzolo Formigaro, n. 1943)

## Arbitri di calcio(14)
- Francesco Arena, ex arbitro di calcio italiano (Portici, n. 1956)
- Francesco Cosso, arbitro di calcio italiano (Reggio Calabria, n. 1988)
- Francesco De Robbio, arbitro di calcio e dirigente sportivo italiano (Torre Annunziata, n. 1926 - Salerno, † 2009)
- Francesco Ercolino, ex arbitro di calcio italiano (Cassino, n. 1960)
- Francesco Fourneau, arbitro di calcio italiano (Roma, n. 1984)
- Francesco Francescon, ex arbitro di calcio italiano (Padova, n. 1928)
- Francesco Guarnaschelli, arbitro di calcio italiano (Pavia, n. 1917 - Pavia, † 2000)
- Francesco Liverani, arbitro di calcio italiano (Santa Sofia, n. 1912 - Santa Sofia, † 1985)
- Francesco Mattea, arbitro di calcio italiano (Santhià, n. 1895 - Torino, † 1973)
- Francesco Meraviglia, arbitro di calcio italiano (Pistoia, n. 1988)
- Francesco Panzino, arbitro di calcio italiano (Marina di Catanzaro, n. 1933 - Soverato, † 2021)
- Francesco Paolo Saia, ex arbitro di calcio italiano (Palermo, n. 1985)
- Francesco Paolo Schena, arbitro di calcio italiano (Aprilia, n. 1936 - Gattinara, † 2014)
- Francesco Squillace, ex arbitro di calcio italiano (Catanzaro, n. 1970)

## Arbitri di calcio a 5(1)
- Francesco Massini, ex arbitro di calcio a 5 italiano (Roma, n. 1969)

## Archeologi(6)
- Francesco Maria Avellino, archeologo, linguista e numismatico italiano (Napoli, n. 1788 - Napoli, † 1850)
- Francesco Carrara, archeologo dalmata (Spalato, n. 1812 - Venezia, † 1854)
- Francesco Grassi, archeologo e antiquario italiano (Napoli, n. 1685 - Napoli, † 1762)
- Francesco Inghirami, archeologo, incisore e disegnatore italiano (Volterra, n. 1772 - Badia Fiesolana, † 1846)
- Francesco La Vega, archeologo, ingegnere militare e architetto italiano (Roma, n. 1737 - Portici, † 1804)
- Francesco Maria Torrigio, archeologo italiano (Roma, n. 1580 - Roma, † 1649)

## Archivisti(3)
- Francesco Anichini, archivista e storico italiano (n. 1690 - Grosseto, † 1753)
- Francesco Casini, archivista italiano (n. 1710 - † 1777)
- Francesco Failla, archivista italiano (Caltagirone, n. 1970)

## Armatori(1)
- Francesco Coppola, armatore italiano (n. 1420 - † 1487)

## Arrampicatori(1)
- Mago Chiò, arrampicatore italiano (Portoferraio, n. 1867 - Portoferraio, † 1891)

## Artigiani(1)
- Francesco Comelli, artigiano italiano (n. 1744 - Bologna, † 1816)

## Artisti(14)
- Francesco Artese, artista italiano (Matera, n. 1957)
- Francesco Caraccio, artista, pittore e scultore italiano (Maruggio, n. 1948)
- Francesco Carnevali, artista e scrittore italiano (Pesaro, n. 1892 - Urbino, † 1987)
- Francesco Celebrano, artista italiano (Napoli, n. 1729 - Napoli, † 1814)
- Francesco Chiappelli, artista, incisore e pittore italiano (Pistoia, n. 1890 - Firenze, † 1947)
- Francisco Civitate, artista e fotografo italiano (Cirò Marina, n. 1882 - Curitiba, † 1987)
- Francesco Correggia, artista e scrittore italiano (Catanzaro, n. 1950)
- Francesco Lo Savio, artista italiano (Roma, n. 1935 - Marsiglia, † 1963)
- Francesco Nuvolone, artista svizzero (Riva San Vitale)
- Francesco Perilli, artista italiano (Nereto, n. 1949)
- Francesco Porcari, artista e pittore italiano (Cori, n. 1938 - Cori, † 2017)
- Francesco Maria Russo, artista italiano
- Francesco Vaccaro, artista italiano (Crotone, n. 1968)
- Francesco Vezzoli, artista italiano (Brescia, n. 1971)

## Assassini(1)
- Francesco Arcangeli, assassino italiano (Pistoia, n. 1737 - Trieste, † 1768)

## Assassini seriali(1)
- Francesco Passalacqua, serial killer italiano (Scalea, n. 1968)

## Astronomi(10)
- Francesco Bianchini, astronomo e storico italiano (Verona, n. 1662 - Roma, † 1729)
- Francesco Biasci, astronomo italiano
- Francesco Capuano di Manfredonia, astronomo e medico italiano (Manfredonia)
- Francesco Carlini, astronomo, geodeta e meteorologo italiano (Milano, n. 1783 - Crodo, † 1862)
- Francesco Fontana, astronomo e avvocato italiano (Napoli - Napoli, † 1656)
- Francesco Manca, astronomo italiano (Milano, n. 1966)
- Francesco Sizzi, astronomo italiano (Parigi, † 1618)
- Francesco Porro de' Somenzi, astronomo italiano (Cremona, n. 1861 - Genova, † 1937)
- Francesco Vandelli, astronomo e matematico italiano (Modena, n. 1694 - Modena, † 1771)
- Francesco Zagar, astronomo e matematico italiano (Pola, n. 1900 - Milano, † 1976)

## Attivisti(3)
- Francesco Saverio Caruso, attivista, sindacalista e politico italiano (Napoli, n. 1974)
- Francesco Gesualdi, attivista e saggista italiano (Bovino, n. 1949)
- Francesco Martone, attivista e ex politico italiano (Roma, n. 1961)

## Attori pornografici(2)
- Francesco D'Macho, attore pornografico italiano (Roma, n. 1979)
- Francesco Malcom, attore pornografico italiano (Bari, n. 1971)

## Autori di giochi(1)
- Francesco Nepitello, autore di giochi italiano (Venezia, n. 1967)

## Autori televisivi(2)
- Francesco Ricchi, autore televisivo italiano (Roma, n. 1947)
- Francesco Velonà, autore televisivo e sceneggiatore italiano (Napoli, n. 1978)

## Aviatori(8)
- Francesco Baracca, aviatore italiano (Lugo, n. 1888 - Nervesa, † 1918)
- Francesco Brach Papa, aviatore italiano (Corio, n. 1891 - Torino, † 1973)
- Francesco Chiaramonte, aviatore italiano (Pietraperzia, n. 1906 - Treviso, † 1984)
- Francesco Aurelio Di Bella, aviatore e politico italiano (Roccalumera, n. 1914 - Grosseto, † 1972)
- Francesco Fornabaio, aviatore italiano (Stigliano, n. 1957 - Lido di Venezia, † 2014)
- Francesco de Pinedo, aviatore e generale italiano (Napoli, n. 1890 - New York, † 1933)
- Francesco Pricolo, aviatore italiano (Saponara di Grumento, n. 1891 - Roma, † 1980)
- Francesco Volpi, aviatore italiano (Trento, n. 1914 - Trento, † 2019)

## Avventurieri(1)
- Francesco Apostoli, avventuriero italiano (Venezia, n. 1755 - Venezia, † 1816)

## Banchieri(7)
- Francesco d'Altobianco Alberti, banchiere e poeta italiano (Firenze, n. 1401 - Firenze, † 1479)
- Francesco Cesarini, banchiere e economista italiano (Milano, n. 1937)
- Francesco Nori, banchiere italiano (Firenze, n. 1430 - Firenze, † 1478)
- Francesco Giovanni Ricci, banchiere e politico italiano (Genova, n. 1789 - Genova, † 1856)
- Francesco Sassetti, banchiere italiano (Firenze, n. 1421 - † 1490)
- Francesco Saverio Vinci, banchiere e dirigente d'azienda italiano (Milano, n. 1962)
- Francesco de' Pazzi, banchiere e politico italiano (Firenze, n. 1444 - Firenze, † 1478)

## Baritoni(5)
- Francesco Maria Bonini, baritono italiano (Napoli, n. 1865 - Milano, † 1930)
- Francesco Graziani, baritono italiano (Fermo, n. 1828 - Grottazzolina, † 1901)
- Frank Guarrera, baritono statunitense (Filadelfia, n. 1923 - Bellmawr, † 2007)
- Francesco Mottino, baritono, scrittore e librettista italiano (Cuorgnè - Milano, † 1919)
- Francesco Pandolfini, baritono italiano (Termini Imerese, n. 1836 - Milano, † 1916)

## Bassi(5)
- Francesco Benucci, basso italiano (Livorno, n. 1745 - Firenze, † 1824)
- Francesco Bussani, basso italiano (Roma, n. 1743)
- Francesco Navarrini, basso italiano (Cittadella, n. 1855 - Milano, † 1923)
- Francesco Signor, basso italiano (Venezia, n. 1938)
- Francesco Uetam, basso spagnolo (Palma di Maiorca, n. 1847 - Palma di Maiorca, † 1913)

## Batteristi(3)
- Franchino Camporeale, batterista italiano (San Ferdinando di Puglia, n. 1925 - Bologna, † 2016)
- Francesco Valente, batterista italiano (Trieste, n. 1981)
- Ciccio Vitaliti, batterista italiano (Catania, n. 1907 - Torino, † 1990)

## Bibliotecari(4)
- Francesco Barberi, bibliotecario italiano (Roma, n. 1905 - Roma, † 1988)
- Francesco Briganti, bibliotecario e storico italiano (Deruta, n. 1873 - Perugia, † 1961)
- Francesco La Rocca, bibliotecario italiano (Palermo, n. 1948 - Agrigento, † 1993)
- Francesco Verlengia, bibliotecario italiano (Lama dei Peligni, n. 1890 - Chieti, † 1967)

## Biochimici(2)
- Francesco Saverio Costanzo, biochimico italiano (Napoli, n. 1955)
- Francesco De Lorenzo, biochimico e politico italiano (Napoli, n. 1938)

## Biologi(3)
- Francesco Blasi, biologo italiano (Napoli, n. 1937)
- Francesco Corbetta, biologo e botanico italiano (Zeme, n. 1932 - Bologna, † 2019)
- Francesco Petretti, biologo, ornitologo e divulgatore scientifico italiano (Roma, n. 1959)

## Bobbisti(5)
- Francesco Butteri, ex bobbista italiano (Civitanova Marche, n. 1954)
- Francesco Costa, bobbista italiano (Portoferraio, n. 1985)
- Francesco Da Col, bobbista italiano (Pieve di Cadore, n. 1940)
- Francesco De Zanna, bobbista e hockeista su ghiaccio italiano (Cortina d'Ampezzo, n. 1905 - Cortina d'Ampezzo, † 1989)
- Francesco Friedrich, bobbista tedesco (Pirna, n. 1990)

## Botanici(7)
- Francesco Ardissone, botanico italiano (Diano Marina, n. 1837 - Milano, † 1910)
- Francesco Balsamo, botanico italiano (Napoli, n. 1850 - Napoli, † 1922)
- Francesco Bonafede, botanico e medico italiano (Padova, n. 1474 - Padova, † 1558)
- Francesco Bruno, botanico italiano (Alimena, n. 1897 - Palermo, † 1986)
- Francesco Cupani, botanico italiano (Mirto, n. 1657 - Palermo, † 1710)
- Francesco Maria Raimondo, botanico italiano (Castelbuono, n. 1944)
- Francesco Salamini, botanico italiano (Castelnuovo Bocca d'Adda, n. 1939)

## Briganti(3)
- Il Biondin, brigante italiano (Villanova Monferrato, n. 1871 - Carisio, † 1905)
- Francesco Curcio, brigante italiano (Petrizzi)
- Francesco Moscato, brigante italiano (Vazzano, n. 1774 - Rosarno, † 1810)

## Canoisti(6)
- Francesco D'Angelo, canoista e cestista italiano (Catania, n. 2001)
- Francesco Gambella, canoista italiano (Roma, n. 1973)
- Francesco La Macchia, canoista italiano (Furnari, n. 1938 - Furnari, † 2017)
- Francesco Mandragona, ex canoista italiano (Augusta, n. 1962)
- Francesco Stefani, ex canoista italiano (Bassano del Grappa, n. 1971)
- Francesco Uberti, ex canoista italiano (Milano, n. 1962)

## Canottieri(9)
- Francesco Bardelli, canottiere italiano (n. 2003)
- Francesco Cattalinich, canottiere italiano (Zara, n. 1891 - Trieste, † 1976)
- Francesco Cattaneo, ex canottiere italiano (Salerno, n. 1970)
- Francesco Cossu, canottiere italiano (Roma, n. 1907 - Roma, † 1986)
- Francesco Esposito, ex canottiere italiano (Castellammare di Stabia, n. 1955)
- Francesco Fossi, ex canottiere italiano (Firenze, n. 1988)
- Francesco Pigozzo, ex canottiere italiano (Noale, n. 1950)
- Francesco Pittaluga, canottiere italiano (Santa Margherita Ligure, n. 1913 - Santa Margherita Ligure, † 2016)
- Francesco Schisano, canottiere italiano (Gragnano, n. 1991)

## Cantanti(11)
- Francesco Banti, cantante italiano (n. 1953)
- Madaski, cantante, tastierista e produttore discografico italiano (Pinerolo, n. 1965)
- Francesco Cubeddu, cantante italiano (Bulzi, n. 1924 - Bulzi, † 2017)
- Francesco Demuro, cantante e tenore italiano (Porto Torres, n. 1978)
- Francesco Ellero d'Artegna, cantante italiano (Ravascletto, n. 1948)
- Francesco Antonio La Fornara, cantante italiano (Monopoli, n. 1706 - Versailles, † 1781)
- Ciccheddu Mannoni, cantante italiano (Luogosanto, n. 1899 - Alghero, † 1978)
- Checco Marsella, cantante e tastierista italiano (Forlì, n. 1944)
- Franco Talò, cantante italiano (Taranto, n. 1940)
- Frankie Valli, cantante e attore statunitense (Newark, n. 1934)
- Francesco Yates, cantante canadese (Toronto, n. 1995)

## Cantastorie(1)
- Ciccio Busacca, cantastorie e chitarrista italiano (Paternò, n. 1925 - Busto Arsizio, † 1989)

## Cantautori(24)
- Francesco Baccini, cantautore italiano (Genova, n. 1960)
- Francesco Bianconi, cantautore, polistrumentista e scrittore italiano (Montepulciano, n. 1973)
- Francesco Bottai, cantautore, chitarrista e attore teatrale italiano (Pisa, n. 1977)
- Franco Califano, cantautore, produttore discografico e attore italiano (Tripoli, n. 1938 - Roma, † 2013)
- Francesco Camattini, cantautore italiano (Parma, n. 1969)
- Francesco De Gregori, cantautore e musicista italiano (Roma, n. 1951)
- Francesco Di Bella, cantautore italiano (Napoli, n. 1972)
- Francesco Di Giacomo, cantautore italiano (Siniscola, n. 1947 - Zagarolo, † 2014)
- Mike Francis, cantautore e compositore italiano (Firenze, n. 1961 - Roma, † 2009)
- Francesco Gabbani, cantautore e polistrumentista italiano (Carrara, n. 1982)
- Francesco Giunta, cantautore e produttore discografico italiano (Palermo, n. 1952)
- Francesco Guccini, cantautore, scrittore e attore italiano (Modena, n. 1940)
- Francesco Lorenzi, cantautore, musicista e produttore discografico italiano (Schio, n. 1982)
- Francesco Magni, cantautore italiano (Briosco, n. 1949 - Briosco, † 2021)
- Motta, cantautore, compositore e produttore discografico italiano (Pisa, n. 1986)
- Francesco Piu, cantautore e chitarrista italiano (Sassari, n. 1981)
- Francesco Renzi, cantautore e produttore discografico italiano (Ventimiglia, n. 1979)
- Auroro Borealo, cantautore italiano (Brescia, n. 1984)
- Francesco Sarcina, cantautore e chitarrista italiano (Milano, n. 1976)
- Frah Quintale, cantautore e rapper italiano (Brescia, n. 1989)
- Kekko Silvestre, cantautore e produttore discografico italiano (Milano, n. 1978)
- Nesli, cantautore, rapper e produttore discografico italiano (Senigallia, n. 1980)
- Tricarico, cantautore italiano (Milano, n. 1971)
- Francesco Zampaglione, cantautore e compositore italiano (Roma, n. 1970)

## Cartografi(1)
- Francesco Piacenza, cartografo, giurista e scacchista italiano (Napoli, n. 1637 - Modena, † 1687)

## Cavalieri(1)
- Francesco Zaza, cavaliere italiano (Monza, n. 1984)

## Ceramisti(5)
- Francesco Xanto Avelli, ceramista e poeta italiano (Rovigo - Urbino)
- Francesco Antonio Bustelli, ceramista svizzero (Locarno, n. 1723 - Nymphenburg, † 1763)
- Francesco Grue, ceramista italiano (Castelli, n. 1618 - Castelli, † 1673)
- Francesco Antonio Saverio Grue, ceramista italiano (Castelli, n. 1686 - Castelli, † 1746)
- Francesco Saverio Grue, ceramista italiano (Castelli, n. 1731 - Napoli, † 1800)

## Cestisti(20)
- Francesco Amoni, cestista italiano (Gualdo Tadino, n. 1984)
- Francesco Anchisi, ex cestista italiano (Premosello-Chiovenda, n. 1959)
- Francesco Paolo Anselmo, ex cestista e allenatore di pallacanestro italiano (Polizzi Generosa, n. 1955)
- Francesco Basei, ex cestista italiano (Motta di Livenza, n. 1983)
- Francesco Candussi, cestista italiano (Palmanova, n. 1994)
- Francesco Cantamessi, ex cestista italiano (Firenze, n. 1958)
- Francesco Conti, ex cestista e allenatore di pallacanestro italiano (Brescia, n. 1983)
- Francesco Evotti, cestista italiano (Pietrasanta, n. 1988)
- Francesco Ferrero, cestista e allenatore di pallacanestro italiano (Torino, n. 1909 - † 1997)
- Francesco Foiera, cestista italiano (Cesena, n. 1975)
- Francesco Gergati, ex cestista italiano (Varese, n. 1987)
- Francesco Kunderfranco, ex cestista italiano (La Maddalena, n. 1949)
- Francesco Longobardi, ex cestista e dirigente sportivo italiano (Cava de' Tirreni, n. 1969)
- Francesco Mannella, ex cestista e allenatore di pallacanestro italiano (San Giovanni Valdarno, n. 1960)
- Francesco Orsini, ex cestista italiano (Livorno, n. 1973)
- Francesco Pellegrino, cestista italiano (Vittoria, n. 1991)
- Francesco Quaglia, cestista italiano (Firenze, n. 1988)
- Francesco Varotto, cestista e dirigente sportivo italiano (Padova, n. 1941 - † 2020)
- Francesco Veccia, ex cestista italiano (Sassari, n. 1993)
- Francesco Vescovi, ex cestista, allenatore di pallacanestro e dirigente sportivo italiano (Varese, n. 1964)

## Chimici(4)
- Francesco Giordani, chimico italiano (Napoli, n. 1896 - Napoli, † 1961)
- Francesco Mauro, chimico italiano (Calvello, n. 1850 - Napoli, † 1893)
- Francesco Pocchiari, chimico e farmacologo italiano (Melfi, n. 1924 - Roma, † 1989)
- Francesco Selmi, chimico italiano (Vignola, n. 1817 - Vignola, † 1881)

## Chirurghi(6)
- Francesco Paolo Cacciapuoti, chirurgo e politico italiano (Giugliano, n. 1848 - Napoli, † 1934)
- Francesco Crucitti, chirurgo italiano (Reggio Calabria, n. 1930 - Roma, † 1998)
- Francesco Marzolo, chirurgo italiano (Padova, n. 1818 - Padova, † 1880)
- Francesco Paiola, chirurgo italiano (Verona, n. 1741 - Venezia, † 1816)
- Francesco Trombetta, chirurgo italiano (Messina, n. 1843 - Messina, † 1898)
- Francesco Vaccà Berlinghieri, chirurgo italiano (Ponsacco, n. 1732 - Montefoscoli, † 1812)

## Chitarristi(5)
- Francesco Bruno, chitarrista, compositore e arrangiatore italiano (Roma)
- Francesco Buzzurro, chitarrista italiano (Taormina, n. 1969)
- Francesco Corbetta, chitarrista e compositore italiano (Pavia - Parigi, † 1681)
- Francesco Molino, chitarrista e compositore italiano (Ivrea, n. 1768 - Parigi, † 1847)
- Franco Morone, chitarrista e compositore italiano (Lanciano, n. 1956)

## Ciclisti su strada(24)
- Francesco Albani, ciclista su strada italiano (Arcola, n. 1912 - La Spezia, † 1997)
- Francesco Arazzi, ex ciclista su strada italiano (Crema, n. 1972)
- Francesco Bellotti, ex ciclista su strada italiano (Bussolengo, n. 1979)
- Francesco Manuel Bongiorno, ex ciclista su strada italiano (Reggio Calabria, n. 1990)
- Francesco Bonino, ciclista su strada italiano (Sommariva del Bosco, n. 1908 - Cumiana, † 1991)
- Francesco Busatto, ciclista su strada italiano (Bassano del Grappa, n. 2002)
- Francesco Camusso, ciclista su strada italiano (Cumiana, n. 1908 - Torino, † 1995)
- Francesco Cerutti, ciclista su strada italiano (Torino, n. 1883)
- Francesco Cesarini, ciclista su strada italiano (San Giacomo di Spoleto, n. 1962 - Foligno, † 2020)
- Francesco Chicchi, ex ciclista su strada e pistard italiano (Camaiore, n. 1980)
- Francesco De Bonis, ex ciclista su strada italiano (Isola del Liri, n. 1982)
- Francesco Desaymonet, ex ciclista su strada italiano (Rivoli, n. 1943)
- Francesco Di Paolo, ex ciclista su strada italiano (Pescara, n. 1982)
- Francesco Doccini, ciclista su strada italiano (Soiana, n. 1914 - Pisa, † 2000)
- Francesco Gavazzi, ex ciclista su strada italiano (Morbegno, n. 1984)
- Francesco Ginanni, ex ciclista su strada italiano (Serravalle Pistoiese, n. 1985)
- Francesco Lasca, ex ciclista su strada italiano (Osimo, n. 1988)
- Francesco Locatelli, ciclista su strada italiano (Moggio, n. 1920 - † 1978)
- Francesco Masciarelli, ex ciclista su strada italiano (Pescara, n. 1986)
- Francesco Moser, ex ciclista su strada e pistard italiano (Palù di Giovo, n. 1951)
- Francesco Patti, ciclista su strada italiano (Partinico, n. 1913 - Palermo, † 2004)
- Francesco Reda, ciclista su strada italiano (Cosenza, n. 1982)
- Francesco Romano, ciclista su strada italiano (Vittoria, n. 1997)
- Francesco Secchiari, ex ciclista su strada italiano (Fivizzano, n. 1972)

## Clavicembalisti(1)
- Francesco Cera, clavicembalista, organista e direttore d'orchestra italiano (Bologna, n. 1967)

## Collezionisti d'arte(2)
- Francesco Crociani, collezionista d'arte e religioso italiano (Montepulciano, n. 1781 - † 1861)
- Francesco di Toppo, collezionista d'arte e letterato italiano (n. 1797 - Udine, † 1883)

## Comici(1)
- Francesco De Carlo, comico e conduttore radiofonico italiano (Roma, n. 1979)

## Condottieri(11)
- Francesco di Borbone-Conti, condottiero francese (La Ferté-sous-Jouarre, n. 1558 - Parigi, † 1614)
- Francesco Maria II della Rovere, condottiero italiano (Pesaro, n. 1549 - Urbania, † 1631)
- Francesco d'Este, condottiero italiano (Ferrara, n. 1325 - Pavia, † 1384)
- Francesco I Gonzaga, condottiero italiano (Mantova, n. 1366 - Cavriana, † 1407)
- Francesco I di Guisa, condottiero e politico francese (Bar-le-Duc, n. 1519 - Orléans, † 1563)
- Francesco Piccinino, condottiero italiano (Perugia - Milano, † 1449)
- Francesco II Pico della Mirandola, condottiero e nobile italiano († 1399)
- Francesco I Pico, condottiero e politico italiano (Castel d'Ario, † 1321)
- Francesco Salamone, condottiero e mercenario italiano (Sutera, n. 1478 - Parma, † 1569)
- Francesco Secco, condottiero italiano (Caravaggio, n. 1423 - Vicopisano, † 1496)
- Francesco III da Carrara, condottiero italiano (Padova, n. 1383 - Venezia, † 1406)

## Conduttori radiofonici(2)
- Francesco Allegretti, conduttore radiofonico italiano (Roma, n. 1978)
- Frank, conduttore radiofonico, scrittore e disc jockey italiano (Grottaglie, n. 1978)

## Conduttori televisivi(2)
- Francesco Facchinetti, conduttore televisivo, cantante e disc jockey italiano (Milano, n. 1980)
- Francesco Occhiuzzi, conduttore televisivo italiano (Cosenza, n. 1963)

## Coreografi(1)
- Francesco Clerico, coreografo italiano (n. 1755 - † 1838)

## Costituzionalisti(1)
- Francesco Palermo, costituzionalista e politico italiano (Bolzano, n. 1969)

## Costumisti(1)
- Francesco Crivellini, costumista e scenografo italiano (Alanno, n. 1954)

## Criminali(2)
- Francesco de' Cavalcanti, criminale italiano (Gaville)
- Francesco Derosas, criminale italiano (Usini, n. 1861 - Ventotene, † 1902)

## Criminologi(1)
- Francesco Bruno, criminologo, medico e funzionario italiano (Celico, n. 1948 - Celico, † 2023)

## Critici cinematografici(2)
- Francesco Pasinetti, critico cinematografico, sceneggiatore e regista italiano (Venezia, n. 1911 - Roma, † 1949)
- Francesco Savio, critico cinematografico, regista e sceneggiatore italiano (Siena, n. 1925 - Roma, † 1976)

## Critici d'arte(3)
- Francesco Bartoli, critico d'arte italiano (Mantova, n. 1933 - Mantova, † 1997)
- Francesco Bonami, critico d'arte italiano (Firenze, n. 1955)
- Francesco Gori Gandellini, critico d'arte italiano (Siena, n. 1738 - Siena, † 1784)

## Critici letterari(10)
- Francesco Fiorentino, critico letterario e scrittore italiano (Napoli, n. 1950)
- Francesco Flamini, critico letterario e poeta italiano (Bergamo, n. 1868 - Pisa, † 1922)
- Francesco Flora, critico letterario, storico della letteratura e poeta italiano (Colle Sannita, n. 1891 - Bologna, † 1962)
- Francesco Granet, critico letterario e traduttore francese (Brignoles, n. 1692 - Parigi, † 1741)
- Francesco Moroncini, critico letterario italiano (Recanati, n. 1866 - Napoli, † 1935)
- Francesco Muzzioli, critico letterario italiano (Roma, n. 1949)
- Francesco Orlando, critico letterario e francesista italiano (Palermo, n. 1934 - Pisa, † 2010)
- Francesco Torti, critico letterario italiano (Bevagna, n. 1763 - Bevagna, † 1842)
- Francesco de Sanctis, critico letterario, saggista e politico italiano (Morra Irpino, n. 1817 - Napoli, † 1883)
- Francesco di Bartolo, critico letterario e latinista italiano (Pisa, n. 1324 - Pisa, † 1406)

## Critici musicali(1)
- Francesco Pastura, critico musicale e compositore italiano (Catania, n. 1905 - Catania, † 1968)

## Culturisti(1)
- Franco Columbu, culturista, attore e powerlifter italiano (Ollolai, n. 1941 - Olbia, † 2019)

## Cuochi(2)
- Francesco Condorelli, pasticciere e imprenditore italiano (Belpasso, n. 1912 - Belpasso, † 2003)
- Francesco Leonardi, cuoco italiano (Roma)

## Danzatori(3)
- Francesco Elio Bruno, ballerino italiano (Villabate, n. 1944 - Firenze, † 2019)
- Francesco Gabriele Frola, ballerino italiano (Aosta, n. 1992)
- Francesco Menichini, ballerino italiano (Marigliano, n. 1979)

## Danzatori su ghiaccio(1)
- Francesco Fioretti, ex danzatore su ghiaccio italiano (Massa di Somma, n. 1993)

## Decoratori(1)
- Francesco Ballanti Graziani, decoratore italiano (Faenza, n. 1772 - Faenza, † 1847)

## Designer(1)
- Franco Scaglione, designer italiano (Firenze, n. 1916 - Suvereto, † 1993)

## Diplomatici(19)
- Francesco Bernardo, diplomatico e imprenditore italiano (Venezia, n. 1517 - Venezia, † 1556)
- Francesco Canero Medici, diplomatico e politico italiano (São Paulo, n. 1886 - Roma, † 1946)
- Francesco Cherubini, diplomatico e arcivescovo cattolico italiano (Soriano nel Cimino, n. 1865 - † 1934)
- Francesco Da Collo, diplomatico italiano (Conegliano - Conegliano, † 1571)
- Saverio Fava, diplomatico e politico italiano (Salerno, n. 1832 - Roma, † 1913)
- Francesco Favi, diplomatico e mecenate italiano (Firenze, n. 1749 - Firenze, † 1823)
- Francesco Fransoni, diplomatico italiano (Filandari, n. 1886 - Roma, † 1974)
- Francesco Paolo Fulci, diplomatico italiano (Messina, n. 1931 - Roma, † 2022)
- Francesco Maria Greco, diplomatico italiano (Siracusa, n. 1950)
- Francesco Jacomoni di San Savino, diplomatico e generale italiano (Reggio Calabria, n. 1893 - Roma, † 1973)
- Francesco Lodron, diplomatico austriaco (Nogaredo, n. 1765 - † 1805)
- Francesco Malfatti di Montetretto, diplomatico, partigiano e agente segreto italiano (Vienna, n. 1920 - Roma, † 1999)
- Edmondo Mayor des Planches, diplomatico e politico italiano (Lione, n. 1851 - Roma, † 1920)
- Costantino Ressman, diplomatico, politico e antiquario italiano (Trieste, n. 1832 - Parigi, † 1899)
- Francesco Sauli, diplomatico e politico italiano (Genova, n. 1807 - Genova, † 1893)
- Francesco Maria Taliani de Marchio, diplomatico italiano (Ascoli Piceno, n. 1887 - † 1968)
- Francesco Terriesi, diplomatico italiano (Firenze, n. 1635 - Livorno, † 1715)
- Francesco Tommasini, diplomatico italiano (Roma, n. 1875 - Roma, † 1945)
- Francesco de' Monti, diplomatico italiano (Pordenone, † 1505)

## Direttori artistici(1)
- Francesco Siciliani, direttore artistico e compositore italiano (Perugia, n. 1911 - Roma, † 1996)

## Direttori d'orchestra(8)
- Franco Capuana, direttore d'orchestra italiano (Fano, n. 1894 - Napoli, † 1969)
- Francesco D'Auria, direttore d'orchestra e compositore italiano (n. 1841 - † 1919)
- Gorni Kramer, direttore d'orchestra, compositore e arrangiatore italiano (Rivarolo Mantovano, n. 1913 - Milano, † 1995)
- Francesco La Vecchia, direttore d'orchestra italiano (Roma, n. 1954)
- Francesco Mander, direttore d'orchestra e compositore italiano (Roma, n. 1915 - Latisana, † 2004)
- Francesco Molinari Pradelli, direttore d'orchestra e collezionista d'arte italiano (Bologna, n. 1911 - Bologna, † 1996)
- Francesco Romei, direttore d'orchestra italiano (Bologna, n. 1867 - New York, † 1917)
- Francesco Spetrino, direttore d'orchestra e compositore italiano (Palermo, n. 1857 - Roma, † 1948)

## Direttori del casting(1)
- Francesco Vedovati, casting director italiano (Roma, n. 1966)

## Direttori di banda(1)
- Francesco Fanciulli, direttore di banda e compositore italiano (Porto Santo Stefano, n. 1853 - New York, † 1915)

## Dirigenti d'azienda(10)
- Francesco Adenti, dirigente d'azienda e politico italiano (Bereguardo, n. 1961)
- Francesco Caio, dirigente d'azienda, dirigente pubblico e ingegnere italiano (Napoli, n. 1957)
- Francesco Frattini, manager e ex ciclista su strada italiano (Varese, n. 1967)
- Francesco Giosuè Galli, dirigente d'azienda italiano (Milano, n. 1969)
- Francesco Mengozzi, dirigente d'azienda e dirigente pubblico italiano (Chiaravalle, n. 1949)
- Francesco Milleri, dirigente d'azienda italiano (Città di Castello, n. 1959)
- Francesco Saverio Nucci, manager italiano (Roma, n. 1964)
- Francesco Quaroni, dirigente d'azienda italiano (Stradella, n. 1908 - Villarboit, † 1990)
- Francesco Ricci Bitti, dirigente d'azienda, dirigente sportivo e ex tennista italiano (Faenza, n. 1942)
- Franco Tatò, dirigente d'azienda italiano (Lodi, n. 1932 - San Giovanni Rotondo, † 2022)

## Dirigenti pubblici(2)
- Francesco Marcone, dirigente pubblico italiano (Foggia, n. 1937 - Foggia, † 1995)
- Francesco Maria Tosi Beleffi, dirigente pubblico e vigile del fuoco italiano (Roma, n. 1937 - Roma, † 2014)

## Dirigenti sportivi(19)
- Francesco Antonazzi, dirigente sportivo, allenatore di calcio e calciatore italiano (Morlupo, n. 1924 - Roma, † 1995)
- Francesco Bellucci, dirigente sportivo e ex calciatore italiano (Osimo, n. 1973)
- Francesco Camilotti, dirigente sportivo, avvocato e calciatore italiano (Padova, n. 1894 - Padova, † 1945)
- Checco Costa, dirigente sportivo italiano (Imola, n. 1911 - Imola, † 1988)
- Francesco Farina, dirigente sportivo e politico italiano (Verona, n. 1957)
- Francesco Fontana, dirigente sportivo italiano (Bassano del Grappa, n. 1943)
- Francesco Gazzaneo, dirigente sportivo e ex calciatore italiano (Bologna, n. 1965)
- Francesco La Rosa, dirigente sportivo e ex calciatore italiano (Messina, n. 1961)
- Francesco Lodi, dirigente sportivo e ex calciatore italiano (Napoli, n. 1984)
- Francesco Maglione, dirigente sportivo italiano (n. 1954)
- Francesco Malagni, dirigente sportivo e calciatore italiano (Bergamo, n. 1902 - Bergamo, † 1958)
- Francesco Marino, dirigente sportivo e ex calciatore italiano (Melito di Porto Salvo, n. 1970)
- Francesco Marino, dirigente sportivo e ex calciatore italiano (Cerisano, n. 1961)
- Francesco Marrassini, dirigente sportivo italiano (Pistoia, n. 1937 - Pistoia, † 2023)
- Francesco Mauro, dirigente sportivo e politico italiano (Domodossola, n. 1887 - Milano, † 1952)
- Francesco Montervino, dirigente sportivo e ex calciatore italiano (Taranto, n. 1978)
- Francesco Morini, dirigente sportivo e calciatore italiano (San Giuliano Terme, n. 1944 - Forte dei Marmi, † 2021)
- Francesco Palmieri, dirigente sportivo e ex calciatore italiano (Bari, n. 1967)
- Francesco Palo, dirigente sportivo e ex calciatore italiano (Montecorvino Rovella, n. 1960)

## Disc jockey(2)
- DJ Squarta, disc jockey, musicista e produttore discografico italiano (Roma, n. 1977)
- Franchino, disc jockey italiano (Caronia, n. 1953 - Milano, † 2024)

## Disegnatori(7)
- Francesco Bartolozzi, disegnatore, pittore e incisore italiano (Firenze, n. 1727 - Lisbona, † 1815)
- Francesco Bastianoni, disegnatore e illustratore italiano (Torino, n. 1960)
- Francesco Corni, disegnatore italiano (Modena, n. 1952 - Strambino, † 2020)
- Francesco Mattina, disegnatore e illustratore italiano (Torino, n. 1979)
- Franco Petrini, disegnatore italiano (Imola, n. 1922 - Casalecchio di Reno, † 2001)
- Francesco Redenti, disegnatore e pittore italiano (Correggio, n. 1820 - Torino, † 1876)
- Francesco Valma, disegnatore e incisore italiano (Venezia, n. 1938)

## Dogi(17)
- Francesco Maria Balbi, doge (Genova, n. 1671 - Genova, † 1747)
- Francesco Contarini, doge (Venezia, n. 1556 - Venezia, † 1624)
- Francesco Corner, doge (Venezia, n. 1585 - Venezia, † 1656)
- Francesco Dandolo, doge (Venezia, † 1339)
- Francesco Donà, doge (Venezia, n. 1468 - Venezia, † 1553)
- Francesco Erizzo, doge (Venezia, n. 1566 - Venezia, † 1646)
- Francesco Foscari, doge (Venezia, n. 1373 - Venezia, † 1457)
- Francesco Garbarino, doge (Genova, n. 1607 - Genova, † 1672)
- Francesco Giustiniani Garibaldo, doge (Genova, n. 1336 - Genova, † 1408)
- Francesco Maria Imperiale Lercari, doge (Sampierdarena, n. 1629 - Genova, † 1712)
- Francesco Maria Imperiale, doge italiano (Sampierdarena, n. 1653 - Sampierdarena, † 1736)
- Francesco Invrea, doge italiano (Genova, n. 1641 - Genova, † 1723)
- Francesco Loredan, doge (Venezia, n. 1685 - Venezia, † 1762)
- Francesco Molin, doge (Venezia, n. 1575 - Venezia, † 1655)
- Francesco Morosini, doge (Venezia, n. 1619 - Nauplia, † 1694)
- Francesco Maria Sauli, doge italiano (Genova, n. 1620 - Genova, † 1699)
- Francesco Maria della Rovere, doge (Genova, n. 1695 - Genova, † 1768)

## Doppiatori(8)
- Francesco Bulckaen, doppiatore italiano (Roma, n. 1967)
- Francesco Caruso Cardelli, doppiatore e direttore del doppiaggio italiano (Roma, n. 1958)
- Francesco De Francesco, doppiatore italiano (Pescara, n. 1978)
- Francesco Mei, doppiatore italiano (Bologna, n. 1981)
- Francesco Orlando, doppiatore e attore teatrale italiano (Mottola, n. 1963)
- Francesco Pezzulli, doppiatore, direttore del doppiaggio e attore italiano (Napoli, n. 1973)
- Francesco Prando, doppiatore e attore italiano (Roma, n. 1960)
- Francesco Vairano, doppiatore, direttore del doppiaggio e dialoghista italiano (Napoli, n. 1944)

## Drammaturghi(9)
- Francesco d'Ambra, commediografo italiano (Firenze, n. 1499 - Roma, † 1558)
- Francesco Antonio Avelloni, commediografo e attore teatrale italiano (Venezia, n. 1756 - Roma, † 1837)
- Francesco Augusto Bon, drammaturgo italiano (Peschiera del Garda, n. 1788 - Padova, † 1858)
- Francesco Ferdinando Brandi, drammaturgo e regista teatrale italiano (Napoli, n. 1969)
- Francesco Campogalliani, commediografo, attore e burattinaio italiano (Ostellato, n. 1870 - Mantova, † 1931)
- Francesco Cipriani Marinelli, commediografo, sceneggiatore e regista teatrale italiano (Napoli, n. 1905 - Napoli, † 1990)
- Francesco d'Isa, drammaturgo italiano (Capua, n. 1572 - Roma, † 1622)
- Francesco Sbarra, drammaturgo italiano (Lucca, n. 1611 - Vienna, † 1668)
- Francesco Silvestri, drammaturgo, attore teatrale e regista teatrale italiano (Napoli, n. 1958 - Pozzuoli, † 2022)

## Ebanisti(2)
- Francesco Ferrario, ebanista italiano (Caravaggio, n. 1875 - Milano, † 1946)
- Francesco Spighi, ebanista italiano

## Ecologi(1)
- Francesco Di Castri, ecologo italiano (Noale, n. 1930 - Montpellier, † 2005)

## Economisti(17)
- Francesco Coletti, economista e statistico italiano (San Severino Marche, n. 1866 - San Severino Marche, † 1940)
- Francesco Colucci, economista italiano (Cerignola, n. 1923 - Milano, † 2009)
- Francesco Daveri, economista italiano (Piacenza, n. 1961 - † 2021)
- Francesco Ferrara, economista e politico italiano (Palermo, n. 1810 - Venezia, † 1900)
- Francesco Gallucci, economista e saggista italiano (Colletorto, n. 1954)
- Francesco Giavazzi, economista italiano (Bergamo, n. 1949)
- Francesco Grillo, economista e manager italiano (Napoli, n. 1975)
- Francesco Marchi, economista italiano (Pescia, n. 1822 - † 1871)
- Francesco Mengotti, economista e politico italiano (Fonzaso, n. 1749 - Milano, † 1830)
- Francesco Saverio Nitti, economista, politico e saggista italiano (Melfi, n. 1868 - Roma, † 1953)
- Francesco Protonotari, economista e editore italiano (Santa Sofia di Romagna, n. 1831 - Firenze, † 1888)
- Franco Reviglio, economista, dirigente pubblico e politico italiano (Torino, n. 1935)
- Francesco Ricci, economista e matematico italiano (Palermo)
- Francesco Antonio Repaci, economista italiano (Palmi, n. 1888 - Torino, † 1978)
- Francesco Viganò, economista, scrittore e patriota italiano (Merate, n. 1807 - Milano, † 1891)
- Francesco Villa, economista italiano (Milano, n. 1801 - Milano, † 1884)
- Francesco Vito, economista italiano (Pignataro Maggiore, n. 1902 - Milano, † 1968)

## Editori(8)
- Francesco Bogliari, editore e giornalista italiano (Città di Castello, n. 1953)
- Francesco Cardella, editore e imprenditore italiano (Trapani, n. 1940 - Managua, † 2011)
- Francesco Coniglio, editore e curatore editoriale italiano (Genova, n. 1957 - Roma, † 2023)
- Francesco Conz, editore italiano (Cittadella, n. 1935 - Verona, † 2010)
- Francesco Franceschi, editore italiano (Siena - Venezia)
- Francesco Lucca, editore italiano (Cremona, n. 1802 - Milano, † 1872)
- Francesco Marcolini da Forlì, editore e tipografo italiano (Forlì - Venezia, † 1559)
- Francesco de Bourcard, editore e letterato italiano (Napoli, n. 1821 - Napoli, † 1886)

## Egittologi(3)
- Francesco Ballerini, egittologo e archeologo italiano (Como, n. 1877 - Como, † 1910)
- Francesco Rossi, egittologo italiano (Torino, n. 1827 - Torino, † 1912)
- Francesco Salvolini, egittologo italiano (Faenza, n. 1809 - Parigi, † 1838)

## Esploratori(2)
- Francesco Emiliani, esploratore italiano (Udine, n. 1838 - Dara, † 1882)
- Francesco Querini, esploratore italiano (Milano, n. 1867 - Artide, † 1900)

## Falsari(1)
- Francesco Taddei, falsario e criminale sammarinese (Faetano, n. 1834 - Cà Berlone, † 1916)

## Fantini(12)
- Francesco Bianchini, fantino italiano (Siena, n. 1808)
- Francesco Giuseppe Bini, fantino italiano (Empoli, n. 1776)
- Francesco Caria, fantino italiano (San Gavino Monreale, n. 1988)
- Francesco Ceppatelli, fantino italiano (Volterra, n. 1859 - Volterra, † 1921)
- Francesco Congiu, fantino italiano (Serri, n. 1956)
- Francesco Cuttone, fantino italiano (Ramacca, n. 1931 - Firenze, † 1978)
- Francesco Grazzi, fantino italiano (Sinalunga, n. 1799 - Sinalunga, † 1843)
- Francesco Manganelli, fantino italiano (Siena, n. 1724 - Siena, † 1780)
- Francesco Menchinelli, fantino italiano (Orvieto, n. 1879)
- Francesco Morelli, fantino italiano (Siena, n. 1788 - Grosseto, † 1822)
- Gobbo Saragiolo, fantino italiano (Montalcino, n. 1809 - Siena, † 1865)
- Francesco Sucini, fantino italiano (Siena, n. 1778 - Siena, † 1819)

## Farmacisti(2)
- Francesco Angelini, farmacista, imprenditore e politico italiano (Rotella, n. 1887 - Ancona, † 1964)
- Francesco Calzolari, farmacista e botanico italiano (Verona, n. 1522 - Rivoli Veronese, † 1609)

## Filologi(19)
- Francesco Ambrosoli, filologo, traduttore e editore italiano (Como, n. 1797 - Milano, † 1868)
- Francesco Bonaini, filologo, paleografo e archivista italiano (Livorno, n. 1806 - Collegigliato, † 1874)
- Francesco Bossi, filologo e grecista italiano (Udine, n. 1949 - Bologna, † 2014)
- Francesco Branciforti, filologo italiano (n. 1923 - Terni, † 2007)
- Francesco Cherubini, filologo e editore italiano (Milano, n. 1789 - Oliva di Lomaniga, † 1851)
- Francesco Corazzini, filologo, storico e patriota italiano (Pieve Santo Stefano, n. 1832)
- Francesco D'Ovidio, filologo e critico letterario italiano (Campobasso, n. 1849 - Napoli, † 1925)
- Francesco Della Corte, filologo classico e latinista italiano (Napoli, n. 1913 - Genova, † 1991)
- Francesco Egidi, filologo italiano (Montefiore dell'Aso, n. 1880 - Montefiore dell'Aso, † 1969)
- Francesco Fontani, filologo, archeologo e numismatico italiano (Firenze, n. 1748 - Firenze, † 1818)
- Francesco Fuoco, filologo, economista e presbitero italiano (Mignano, n. 1774 - Napoli, † 1841)
- Francesco Giancotti, filologo classico e latinista italiano (Reggio Calabria, n. 1923 - Torino, † 2017)
- Francesco Maggini, filologo e critico letterario italiano (Empoli, n. 1886 - Firenze, † 1964)
- Francesco Mazzoni, filologo italiano (Firenze, n. 1925 - Bibbiena, † 2007)
- Francesco Vincenzo Negri, filologo italiano (Venezia, n. 1769 - Venezia, † 1827)
- Francesco Novati, filologo e critico letterario italiano (Cremona, n. 1859 - Sanremo, † 1915)
- Francesco Carlo Pellegrini, filologo e letterato italiano (Livorno, n. 1856 - Firenze, † 1929)
- Francesco Vivona, filologo classico, traduttore e latinista italiano (Calatafimi, n. 1866 - Chieti, † 1936)
- Francesco Zambon, filologo italiano (Venezia, n. 1949)

## Filosofi(24)
- Francesco Acri, filosofo italiano (Catanzaro, n. 1834 - Bologna, † 1913)
- Francesco Adorno, filosofo e storico della filosofia italiano (Siracusa, n. 1921 - Firenze, † 2010)
- Francesco Albergamo, filosofo, storico della filosofia e docente italiano (Favara, n. 1896 - Napoli, † 1973)
- Francesco Barone, filosofo italiano (Torino, n. 1923 - Viareggio, † 2001)
- Francesco Bertinaria, filosofo italiano (n. 1816 - Genova, † 1892)
- Francesco Berto, filosofo e logico italiano (Venezia, n. 1973)
- Francesco Bonatelli, filosofo italiano (Iseo, n. 1830 - Padova, † 1911)
- Francesco Bottin, filosofo e storico della filosofia italiano (Padova, n. 1944)
- Francesco Cattani da Diacceto, filosofo italiano (Firenze, n. 1466 - Firenze, † 1522)
- Francesco Daniele, filosofo, scrittore e letterato italiano (San Clemente di Caserta, n. 1740 - San Clemente di Caserta, † 1812)
- Francesco De Sarlo, filosofo e psicologo italiano (San Chirico Raparo, n. 1864 - Firenze, † 1937)
- Francesco Fiorentino, filosofo e storico della filosofia italiano (Sambiase, n. 1834 - Napoli, † 1884)
- Francesco di Meyronnes, filosofo e teologo francese (Digne - Piacenza, † 1328)
- Francesco Longano, filosofo e saggista italiano (Ripalimosani, n. 1728 - Santopadre, † 1796)
- Francesco Moiso, filosofo italiano (Torino, n. 1944 - † 2001)
- Francesco Mora, filosofo e storico della filosofia italiano (Venezia, n. 1959 - † 2022)
- Francesco Orestano, filosofo italiano (Alia, n. 1873 - Roma, † 1945)
- Francesco Patrizi, filosofo e scrittore italiano (Cherso, n. 1529 - Roma, † 1597)
- Francesco Piccolomini, filosofo italiano (Siena, n. 1523 - Siena, † 1607)
- Francesco Pucci, filosofo e letterato italiano (Firenze, n. 1543 - Roma, † 1597)
- Francesco Soave, filosofo, traduttore e docente svizzero (Lugano, n. 1743 - Pavia, † 1806)
- Francesco Tomatis, filosofo italiano (Carrù, n. 1964)
- Francesco de' Vieri, filosofo italiano (Firenze, n. 1524 - † 1591)
- Franco Voltaggio, filosofo e storico della scienza italiano (Palermo, n. 1934 - Roma, † 2023)

## Fisarmonicisti(2)
- Francesco Bande, fisarmonicista e cantante italiano (Bultei, n. 1930 - Bultei, † 1988)
- Francesco Palazzo, fisarmonicista e compositore italiano (Martina Franca, n. 1969)

## Fisici(9)
- Francesco Calogero, fisico italiano (Fiesole, n. 1935)
- Francesco Eschinardi, fisico e matematico italiano (Roma, n. 1623 - Roma, † 1703)
- Francesco Mezzadri, fisico italiano (Parma, n. 1969)
- Francesco Paresce, fisico e astronomo italiano (Londra, n. 1940 - Roma, † 2019)
- Francesco Priolo, fisico italiano (Catania, n. 1961)
- Francesco Rossetti, fisico italiano (Trento, n. 1833 - Padova, † 1884)
- Francesco Ruggiero, fisico italiano (Napoli, n. 1957 - Ginevra, † 2007)
- Francesco Vecchiacchi, fisico e ingegnere italiano (Filicaia, n. 1902 - Milano, † 1955)
- Francesco Vercelli, fisico e matematico italiano (Vinchio, n. 1883 - Camerano Casasco, † 1952)

## Fisiologi(1)
- Francesco Ghiretti, fisiologo e biologo italiano (Chieti, n. 1916 - Padova, † 2002)

## Fondisti(3)
- Francesco De Fabiani, fondista italiano (Aosta, n. 1993)
- Francesco De Zulian, fondista italiano (Predazzo, n. 1908 - Predazzo, † 1979)
- Franco Nones, ex fondista italiano (Castello-Molina di Fiemme, n. 1941)

## Fotografi(12)
- Francesco Carrozzini, fotografo e regista italiano (Milano, n. 1982)
- Francesco Ciappei, fotografo italiano (Genova, n. 1840)
- Francesco Gattoni, fotografo italiano (Roma, n. 1956)
- Francesco Giordani, fotografo italiano (Roma, n. 1908 - Roma, † 1991)
- Francesco Krivec, fotografo italiano (Santa Lucia, n. 1907 - Udine, † 1983)
- Francesco Leoni, fotografo italiano (Genova, n. 1925 - Genova, † 2000)
- Francesco Negri, fotografo italiano (Tromello, n. 1841 - Casale Monferrato, † 1924)
- Francesco Radino, fotografo italiano (Bagno a Ripoli, n. 1947 - Milano, † 2022)
- Francesco Sbano, fotografo, produttore discografico e scrittore italiano (Paola, n. 1963)
- Francesco Scavullo, fotografo statunitense (Staten Island, n. 1921 - New York, † 2004)
- Francesco Tanasi, fotografo italiano (Napoli, n. 1948)
- Francesco Zizola, fotografo italiano (Roma, n. 1962)

## Francescani(9)
- Francesco Maria Angeli, francescano e compositore italiano (Assisi, n. 1632 - Assisi, † 1697)
- Francesco Calcagno, francescano italiano (Brescia, n. 1528 - Venezia, † 1550)
- Francesco della Marca, francescano, teologo e filosofo italiano
- Francesco Moneti, francescano, astronomo e letterato italiano (Cortona, n. 1635 - Assisi, † 1712)
- Francesco Quaresmio, francescano e orientalista italiano (Lodi, n. 1583 - Milano, † 1650)
- Francesco Suriano, francescano italiano (Venezia, n. 1450 - Venezia, † 1529)
- Francesco Antonio Urio, francescano e compositore italiano (Milano - Milano, † 1719)
- Francesco Antonio Vallotti, francescano, organista e compositore italiano (Vercelli, n. 1697 - Padova, † 1780)
- Francesco Maria Zuccari, francescano, compositore e organista italiano (Dosolo, n. 1694 - † 1788)

## Fumettisti(12)
- Francesco Abrignani, fumettista italiano (Palermo, n. 1980)
- Francesco Artibani, fumettista e sceneggiatore italiano (Roma, n. 1968)
- Francesco Cattani, fumettista italiano (Bologna, n. 1980)
- Franco Chiletto, fumettista, illustratore e pittore italiano (Torcegno, n. 1897 - † 1976)
- Francesco D'Ippolito, fumettista italiano (Genova, n. 1974)
- Francesco Gamba, fumettista italiano (La Spezia, n. 1926 - Milano, † 2012)
- Francesco Manna, fumettista italiano (Aversa, n. 1989)
- Francesco Matteuzzi, fumettista, giornalista e scrittore italiano (Firenze, n. 1978)
- Francesco Moriconi, fumettista e saggista italiano (Roma, n. 1968)
- Francesco Pescador, fumettista e illustratore italiano (Farra d'Alpago, n. 1914 - Massa, † 2008)
- Altan, fumettista e vignettista italiano (Treviso, n. 1942)
- Francesco Veròla, fumettista e pittore italiano (Lecce, n. 1936)

## Funzionari(15)
- Michele Barozzi, funzionario italiano (Milano, n. 1795 - † 1867)
- Francesco Bellini, prefetto e politico italiano (Cecina, n. 1899 - Roma, † 1989)
- Francesco Brescia Morra, prefetto, giornalista e politico italiano (Avellino, n. 1832 - Roma, † 1910)
- Francesco Canonici, funzionario italiano (Apiro, n. 1609 - Roma, † 1652)
- Francesco Crispo Moncada, prefetto, poliziotto e politico italiano (Palermo, n. 1867 - Roma, † 1952)
- Francesco Domenico De Lorenzo, prefetto italiano (Laerru, n. 1907 - Cagliari, † 1965)
- Francesco De Seta, prefetto e politico italiano (Belvedere Marittimo, n. 1843 - Napoli, † 1911)
- Francesco Dentice di Accadia, prefetto e politico italiano (Napoli, n. 1873 - Roma, † 1944)
- Francesco Diana, prefetto italiano (Francavilla di Sicilia, n. 1898 - Roma, † 1969)
- Francesco Falcetti, prefetto e politico italiano (Apice, n. 1878 - Roma, † 1969)
- Francesco Paolo Iannuzzi, funzionario e politico italiano (Monte di Procida, n. 1950)
- Francesco La Motta, funzionario e prefetto italiano (Napoli, n. 1949)
- Francesco Chiaffredo Marini, funzionario italiano (Cesana, n. 1772 - Torino, † 1839)
- Francesco Rossi, prefetto e politico italiano (Fossombrone, n. 1868 - Fossombrone, † 1943)
- Francesco Paolo Tronca, prefetto e funzionario italiano (Palermo, n. 1952)

## Generali(43)
- Francesco Annoni di Cerro, generale e politico italiano (Milano, n. 1804 - Milano, † 1872)
- Francesco Arborio Mella di Sant'Elia, generale italiano (Sassari, n. 1809 - Torino, † 1869)
- Francesco Antonio Arena, generale italiano (Pizzoni, n. 1889 - Rosko, † 1945)
- Francesco Bellotti, generale italiano (Milano, n. 1869 - Torino, † 1949)
- Francesco di Borbone-Vendôme, generale francese (n. 1616 - Candia, † 1669)
- Francesco di Borbone-Vendôme, generale francese (Ham, n. 1491 - Cotignan, † 1545)
- Francesco Brunetta d'Usseaux, generale italiano (Pinerolo, n. 1821 - Treviso, † 1895)
- Francesco Bruno di Tornaforte, generale italiano (Cuneo, n. 1729 - Savigliano, † 1814)
- Francesco Bruno, generale italiano (Nicosia, n. 1886 - Nicosia, † 1975)
- Francesco Buttafuoco, generale italiano (Palermo, n. 1888 - Palermo, † 1969)
- Francesco Caetani, generale e politico italiano (Napoli, n. 1594 - Roma, † 1683)
- Francesco Angelo Casella, generale e politico italiano (Napoli - Napoli)
- Francesco Cavalera, generale e aviatore italiano (Lecce, n. 1919 - Roma, † 2013)
- Carlo Giuseppe de Croix, generale austriaco (Binche, n. 1733 - Vienna, † 1798)
- Francesco Del Buono, generale italiano (Milazzo, n. 1859 - Milazzo, † 1943)
- Francesco Delfino, generale italiano (Platì, n. 1936 - Santa Marinella, † 2014)
- Francesco Dessì Fulgeri, generale italiano (Villacidro, n. 1870 - Villacidro, † 1945)
- Francesco Amilcare Dupanloup, generale italiano (Savona, n. 1887 - Pegli, † 1945)
- Francesco Ferrarin, generale e aviatore italiano (Thiene, n. 1896 - Roma, † 1964)
- Francesco Ferrucci, generale italiano (Firenze, n. 1489 - Gavinana, † 1530)
- Francesco Paolo Figliuolo, generale e funzionario italiano (Potenza, n. 1961)
- Francesco Finiguerra, generale italiano (Lavello, n. 1853 - † 1918)
- Francesco di Borbone-Busset, generale francese (Saint-Martin-du-Puy, n. 1722 - Busset, † 1793)
- Francesco Luigi Giuseppe di Borbone-Busset, generale e politico francese (Parigi, n. 1782 - Parigi, † 1856)
- Francesco Giangreco, generale italiano (Avola, n. 1891 - Catania, † 1980)
- Francesco Saverio Grazioli, generale e politico italiano (Roma, n. 1869 - Firenze, † 1951)
- Francesco Guidi, generale e politico italiano (Mercato Saraceno, n. 1876 - Roma, † 1970)
- Francesco Saverio di Hohenzollern-Hechingen, generale e nobile tedesco (Bayreuth, n. 1720 - Mouffrin, † 1765)
- Francesco La Ferla, generale italiano (Monreale, n. 1886 - Palermo, † 1962)
- Francesco Landi, generale italiano (Napoli, n. 1792 - Napoli, † 1861)
- Francesco Macdonald, generale e politico italiano (Pescara, n. 1777 - Firenze, † 1837)
- Francesco Marrajeni, generale, calciatore e scrittore italiano (Napoli, n. 1889 - Roma, † 1979)
- Francesco Pignatelli, marchese di Laino, generale e politico italiano (Napoli, n. 1734 - Napoli, † 1812)
- Francesco Pignatelli, VII principe di Strongoli, generale e nobile italiano (Napoli, n. 1774 - Napoli, † 1853)
- Francesco Gennaro Roero, generale e politico italiano (Torino, n. 1758 - † 1842)
- Francesco Rossi, generale italiano (Cesena, n. 1885 - Forlì, † 1976)
- Francesco Sacco, generale e politico italiano (Santa Croce di Magliano, n. 1877 - Montecatini Terme, † 1958)
- Francesco Ignazio Scodnik, generale italiano (Canale, n. 1804 - Milano, † 1877)
- Francesco Spannocchi Piccolomini, generale e nobile italiano (Siena, n. 1750 - Livorno, † 1822)
- Francesco Gaetano Traversa, generale italiano (Bitonto, n. 1787 - Gaeta, † 1861)
- Francesco Zingales, generale italiano (Longi, n. 1884 - Milano, † 1950)
- Francesco de Martini, generale italiano (Damasco, n. 1903 - Grottaferrata, † 1981)
- Francesco di Calvo, generale e nobile francese (Barcellona, n. 1625 - Deinze, † 1690)

## Geodeti(2)
- Francesco Fergola, geodeta italiano (Napoli, n. 1791 - Larderia, † 1845)
- Francesco Lombardi, geodeta e topografo italiano (Codrongianos, n. 1918 - Firenze, † 2004)

## Geografi(3)
- Francesco Berlinghieri, geografo e umanista italiano (Firenze, n. 1440 - Firenze, † 1500)
- Francesco Saverio Giardina, geografo e politico italiano (Modica, n. 1860 - Catania, † 1932)
- Francesco Costantino Marmocchi, geografo e patriota italiano (Poggibonsi, n. 1805 - Genova, † 1858)

## Geologi(3)
- Francesco Bassani, geologo, paleontologo e ittiologo italiano (Thiene, n. 1853 - Capri, † 1916)
- Francesco Musoni, geologo e storico italiano (San Pietro al Natisone, n. 1864 - Udine, † 1926)
- Francesco Scarsella, geologo italiano (Rapallo, n. 1899 - Roma, † 1977)

## Gesuiti(15)
- Francesco Adorno, gesuita e scrittore italiano (Genova, n. 1533 - Genova, † 1586)
- Francesco Benci, gesuita, umanista e scrittore italiano (Acquapendente, n. 1542 - Roma, † 1594)
- Francesco Borgia, gesuita e santo spagnolo (Gandia, n. 1510 - Roma, † 1572)
- Francesco Giuseppe Bressani, gesuita, missionario e geografo italiano (Roma, n. 1612 - Firenze, † 1672)
- Francesco Cetti, gesuita, zoologo e matematico italiano (Mannheim, n. 1726 - Sassari, † 1778)
- Francesco Saverio Clavigero, gesuita, docente e storico messicano (Veracruz, n. 1731 - Bologna, † 1787)
- Francesco Saverio, gesuita e missionario spagnolo (Javier, n. 1506 - Isola di Sancian, † 1552)
- Francesco Gemelli, gesuita italiano (Orta, n. 1736 - Novara, † 1808)
- Francesco Maria Grimaldi, gesuita, fisico e astronomo italiano (Bologna, n. 1618 - Bologna, † 1663)
- Francesco Lana de Terzi, gesuita, matematico e naturalista italiano (Brescia, n. 1631 - Brescia, † 1687)
- Francesco Pellizzari, gesuita e scrittore italiano (Piacenza - † 1651)
- Francesco Piccolomini, gesuita italiano (Siena, n. 1582 - Roma, † 1651)
- Francesco Sacchini, gesuita, storico e umanista italiano (Paciano, n. 1570 - Roma, † 1625)
- Francesco de Vico, gesuita e astronomo italiano (Macerata, n. 1805 - Londra, † 1848)
- Francesco de Geronimo, gesuita italiano (Grottaglie, n. 1642 - Napoli, † 1716)

## Giavellottisti(1)
- Francesco Pignata, ex giavellottista italiano (Reggio Calabria, n. 1978)

## Ginnasti(2)
- Francesco Loi, ginnasta italiano (Cagliari, n. 1891 - Modena, † 1977)
- Francesco Martino, ginnasta italiano (Bari, n. 1900 - Bari, † 1965)

## Giocatori di baseball(1)
- Francesco Imperiali, ex giocatore di baseball italiano (Roma, n. 1983)

## Giocatori di beach volley(1)
- Francesco Giontella, giocatore di beach volley italiano (Roma, n. 1988)

## Giocatori di calcio a 5(5)
- Francesco Coppola, ex giocatore di calcio a 5 italiano (Palermo, n. 1970)
- Francesco De Cillis, giocatore di calcio a 5 italiano (Bisceglie, n. 1985)
- Francesco Fradella, ex giocatore di calcio a 5 italiano (Palermo, n. 1967)
- Francesco Gigliofiorito, giocatore di calcio a 5 italiano (Marcianise, n. 1985)
- Francesco Molitierno, giocatore di calcio a 5 italiano (Roma, n. 1989)

## Glottologi(2)
- Francesco Lorenzo Pullè, glottologo, politico e militare italiano (Modena, n. 1850 - Erbusco, † 1934)
- Francesco Ribezzo, glottologo e archeologo italiano (Francavilla Fontana, n. 1875 - Lecce, † 1952)

## Golfisti(1)
- Francesco Molinari, golfista italiano (Torino, n. 1982)

## Grammatici(3)
- Francesco Alunno, grammatico italiano (Ferrara, n. 1485 - Venezia, † 1556)
- Francesco Buzenga, grammatico italiano
- Francesco Serdonati, grammatico e umanista italiano (Firenze, n. 1540)

## Grecisti(1)
- Francesco Boaretti, grecista e traduttore italiano (Masi, n. 1748 - Venezia, † 1799)

## Hacker(1)
- Fravia, hacker e ingegnere italiano (Oulu, n. 1952 - Bruxelles, † 2009)

## Hockeisti su ghiaccio(4)
- Francesco Adami, hockeista su ghiaccio italiano (Pieve di Cadore, n. 1985)
- Francesco Alberti, ex hockeista su ghiaccio italiano (San Candido, n. 1982)
- Francesco Borghi, ex hockeista su ghiaccio italiano (Varese, n. 1991)
- Francesco De Biasio, hockeista su ghiaccio italiano (Alleghe, n. 1985)

## Hockeisti su pista(6)
- Francesco Banini, hockeista su pista italiano (Grosseto, n. 2002)
- Francesco Cestagalli, hockeista su pista e allenatore di hockey su pista italiano
- Francesco Compagno, hockeista su pista italiano (Bassano del Grappa, n. 1999)
- Francesco Consigli, ex hockeista su pista italiano (Seravezza, n. 1979)
- Francesco De Rinaldis, hockeista su pista italiano (Sarzana, n. 1988)
- Francesco Rossi, hockeista su pista italiano (Bassano del Grappa, n. 1993)

## Hockeisti su prato(1)
- Francesco Padovani, hockeista su prato italiano (Novara, n. 1994)

## Imperatori(1)
- Francesco I di Lorena, imperatore (Nancy, n. 1708 - Innsbruck, † 1765)

## Imprenditori(48)
- Francesco Amadori, imprenditore italiano (Cesena, n. 1932)
- Franco Ambrosio, imprenditore italiano (Ottaviano, n. 1932 - Napoli, † 2009)
- Francesco Angelini, imprenditore, farmacista e giocatore di bridge italiano (Roma, n. 1945)
- Francesco Aspesi, imprenditore, glottologo e orientalista italiano (Gallarate, n. 1938 - Gallarate, † 2020)
- Francesco Becchetti, imprenditore italiano (Roma, n. 1966)
- Francesco Bellavista Caltagirone, imprenditore italiano (Roma, n. 1939)
- Francesco Bellini, imprenditore e dirigente sportivo italiano (Ascoli Piceno, n. 1947 - Calgary, † 2025)
- Francesco Buonanno, imprenditore, dirigente d'azienda e politico italiano (Solofra, n. 1858 - Solofra, † 1940)
- Francesco Gaetano Caltagirone, imprenditore italiano (Roma, n. 1943)
- Saverio Capris di Cigliero, imprenditore italiano (n. 1800 - † 1843)
- Francesco Cimminelli, imprenditore, dirigente sportivo e dirigente d'azienda italiano (Montegiordano, n. 1936 - Torino, † 2012)
- Francesco Cirio, imprenditore italiano (Nizza Monferrato, n. 1836 - Roma, † 1900)
- Francesco Maria Correale di Terranova, imprenditore e politico italiano (Napoli, n. 1801 - Napoli, † 1884)
- Francesco Curci, imprenditore e editore italiano (Avellino, n. 1823 - Napoli, † 1912)
- Francesco Antonio d'Arco, imprenditore e politico italiano (Milano, n. 1848 - Mantova, † 1917)
- Franco Dal Cin, imprenditore e dirigente sportivo italiano (Vittorio Veneto, n. 1943)
- Eugenio Figoli des Geneys, imprenditore e politico italiano (Genova, n. 1845 - Arenzano, † 1937)
- Francesco Finocchiaro, imprenditore e dirigente d'azienda italiano (Mascalucia, n. 1930 - Aci Castello, † 1995)
- Francesco Fossa, imprenditore e politico italiano (Genova, n. 1921 - † 1992)
- Francesco Giontella, imprenditore e politico italiano (Montecchio, n. 1895 - Assisi, † 1969)
- Francesco Glisenti, imprenditore, politico e patriota italiano (Storo, n. 1822 - Brescia, † 1887)
- Francesco Gondrand, imprenditore italiano (Pont-de-Beauvoisin, n. 1840 - Milano, † 1926)
- Francesco Grosoli, imprenditore monegasco
- Francesco Gusi, imprenditore italiano
- Francesco Illy, imprenditore e inventore austro-ungarico (Timisoara, n. 1892 - Trieste, † 1956)
- Francesco Joele, imprenditore e politico italiano (Rossano, n. 1863 - Rossano, † 1935)
- Francesco Macri, imprenditore italiano (Roma, n. 1930 - Buenos Aires, † 2019)
- Francesco Matarazzo, imprenditore italiano (Castellabate, n. 1854 - San Paolo, † 1937)
- Francesco Merloni, imprenditore e politico italiano (Fabriano, n. 1925 - Fabriano, † 2024)
- Franco Monzino, imprenditore italiano (Celle Ligure, n. 1891 - Milano, † 1953)
- Francesco Mutti, imprenditore italiano (Parma, n. 1968)
- Francesco Orsini Baroni, imprenditore e politico italiano (Fornacette, n. 1837 - Fornacette, † 1919)
- Francesco Peghin, imprenditore e dirigente sportivo italiano (Udine, n. 1964)
- Francesco Piria, imprenditore, giornalista e politico uruguaiano (Montevideo, n. 1847 - Montevideo, † 1933)
- Francesco Plodari, imprenditore e ciclista su strada italiano (Magenta, n. 1887 - Milano, † 1970)
- Francesco Polidori, imprenditore e diplomatico italiano (Città di Castello, n. 1948)
- Francesco Ponte, imprenditore italiano (Ceranesi, n. 1785 - Genova, † 1877)
- Francesco Ranzi, imprenditore austriaco (Trento, n. 1816 - Trento, † 1882)
- Francesco Rota, imprenditore e politico italiano (San Vito al Tagliamento, n. 1870 - Roma, † 1957)
- Francesco Maria Salvi, imprenditore e dirigente d'azienda italiano (Roma, n. 1897 - Roma, † 1975)
- Francesco Segafredo, imprenditore italiano (Bologna, n. 1952)
- Franco Sensi, imprenditore, dirigente sportivo e politico italiano (Roma, n. 1926 - Roma, † 2008)
- Francesco Somaini, imprenditore, militare e politico italiano (Como, n. 1855 - Lomazzo, † 1939)
- Francesco Tullio, imprenditore e politico italiano (Udine, n. 1877 - San Vito al Tagliamento, † 1969)
- Francesco Antonio Turati, imprenditore, filantropo e nobile italiano (Busto Arsizio, n. 1802 - Schinznach, † 1873)
- Francesco Zedda Piras, imprenditore italiano (Tiana, n. 1835 - Cagliari, † 1904)
- Francesco Zuccaro Floresta, imprenditore, militare e politico italiano (Taormina, n. 1832)
- Francesco Alighieri, imprenditore italiano (Firenze)

## Incisori(14)
- Francesco Allegrini, incisore italiano (Firenze, n. 1729)
- Francesco Amoretti, incisore italiano (San Pancrazio Parmense, n. 1747 - † 1817)
- Francesco Faraone Aquila, incisore italiano (Palermo, n. 1676 - Roma, † 1740)
- Francesco Basoli, incisore e pittore italiano (Castel Guelfo di Bologna, n. 1790 - Bologna, † 1870)
- Francesco Cassiano de Silva, incisore spagnolo
- Francesco Gamba, incisore italiano (Savona, n. 1895 - Barbaiana, † 1970)
- Francesco Monaco, incisore italiano (Belluno, n. 1709)
- Francesco Nonni, incisore, pittore e ceramista italiano (Faenza, n. 1885 - Faenza, † 1976)
- Francesco Pisante, incisore, disegnatore e pittore italiano (Napoli, n. 1804 - Napoli, † 1889)
- Francesco Rosaspina, incisore italiano (Montescudo, n. 1762 - Bologna, † 1841)
- Francesco Rosselli, incisore italiano (Firenze, n. 1448 - † 1513)
- Francesco Villamena, incisore italiano (Assisi, n. 1566 - Roma, † 1625)
- Francesco Vitalini, incisore e pittore italiano (Fiordimonte, n. 1865 - Auronzo, † 1904)
- Francesco Zucchi, incisore italiano (Venezia, n. 1692 - Venezia, † 1764)

## Indologi(1)
- Francesco Sferra, indologo italiano (Roma, n. 1965)

## Ingegneri(28)
- Francesco Arcano, ingegnere e architetto italiano (Cesena - † 1541)
- Francesco Bonfanti, ingegnere e architetto italiano (Noto, n. 1898 - Bassano del Grappa, † 1959)
- Francesco Carassa, ingegnere italiano (Napoli, n. 1922 - Sestri Levante, † 2006)
- Francesco De Virgilio, ingegnere italiano (Reggio Calabria, n. 1911 - Torino, † 1995)
- Francesco Del Giudice, ingegnere italiano (Capua, n. 1815 - Napoli, † 1880)
- Francesco Fedi, ingegnere italiano (Roma, n. 1939)
- Cesare Fera, ingegnere meccanico e dirigente d'azienda italiano (Petrizzi, n. 1858 - Savona, † 1931)
- Francesco Giusti del Giardino, ingegnere, imprenditore e politico italiano (Padova, n. 1871 - Onara, † 1945)
- Francesco Horologi, ingegnere militare italiano (Vicenza - Venezia, † 1577)
- Francesco Maria Licheri, ingegnere e politico italiano (Nuoro, n. 1958)
- Francesco Malacarne, ingegnere e inventore italiano (Riva del Garda, n. 1779 - Venezia, † 1855)
- Francesco Malacreda, ingegnere italiano (Verona)
- Francesco Marsich, ingegnere italiano (Goricizza, n. 1858 - † 1919)
- Francesco Marzolo, ingegnere italiano (n. 1892 - Padova, † 1982)
- Francesco Mazzoleni, ingegnere italiano (Pesaro, n. 1914 - Napoli, † 1986)
- Francesco Mosca, ingegnere e aviatore italiano (Rieti, n. 1887 - † 1980)
- Francesco Penta, ingegnere italiano (Napoli, n. 1899 - Roma, † 1965)
- Francesco Piccioli, ingegnere italiano (Morbegno, n. 1841 - Roma, † 1909)
- Francesco Prestino, ingegnere italiano (n. 1610 - Cremona, † 1648)
- Francesco Profumo, ingegnere, politico e dirigente d'azienda italiano (Savona, n. 1953)
- Francesco Renard, ingegnere e architetto italiano (Firenze)
- Francesco Rizzi, ingegnere e generale italiano (Bari, n. 1899 - Roma, † 1974)
- Francesco Sensidoni, ingegnere italiano (Bevagna, n. 1901 - Roma, † 1974)
- Francesco Starace, ingegnere e dirigente d'azienda italiano (Roma, n. 1955)
- Francesco Svelto, ingegnere italiano (Milano, n. 1966)
- Francesco Ubertini, ingegnere italiano (Perugia, n. 1970)
- Francesco Zamberlan, ingegnere e architetto italiano (Bassano del Grappa, n. 1529)
- Cecca, ingegnere italiano (Firenze, n. 1446 - rocca di Piancaldoli, † 1488)

## Insegnanti(2)
- Francesco Ciceri, insegnante e letterato svizzero (Lugano, n. 1521 - Milano, † 1596)
- Franco Nembrini, insegnante, saggista e pedagogista italiano (Trescore Balneario, n. 1955)

## Intagliatori(5)
- Francesco Anichini, intagliatore, incisore e orafo italiano (Ferrara)
- Francesco Brunelli, intagliatore italiano (Forlì, n. 1572 - Forlì, † 1635)
- Francesco Giamberti, intagliatore italiano (n. 1405 - † 1480)
- Francesco Pianta, intagliatore italiano (Venezia, n. 1634 - Venezia, † 1692)
- Francesco del Tasso, intagliatore e scultore italiano (Firenze, n. 1463 - † 1519)

## Intarsiatori(1)
- Francesco Grandi, intarsiatore italiano (Tempio Pausania, n. 1841 - Roma, † 1934)

## Inventori(3)
- Francesco Antonio Broccu, inventore e artigiano italiano (Gadoni, n. 1797 - Gadoni, † 1882)
- Francesco Cassani, inventore, imprenditore e dirigente d'azienda italiano (Vailate, n. 1903 - Treviglio, † 1973)
- Francesco ed Eugenio Cassani, inventore, imprenditore e dirigente d'azienda italiano (Vailate, n. 1906 - Treviglio, † 1973)

## Ispanisti(2)
- Francesco Tentori Montalto, ispanista e traduttore italiano (Roma, n. 1924 - Roma, † 1995)
- Cesco Vian, ispanista e traduttore italiano (Venezia, n. 1912 - Bordighera, † 2013)

## Judoka(4)
- Francesco Bruyere, judoka e allenatore di judo italiano (Carmagnola, n. 1980)
- Francesco Faraldo, ex judoka italiano (Aversa, n. 1982)
- Francesco Giorgi, ex judoka italiano (Cagliari, n. 1970)
- Francesco Lepre, judoka italiano (Roma, n. 1975)

## Karateka(2)
- Francesco Ortu, karateka italiano (Foggia, n. 1977)
- Francesco Romani, karateka italiano (Viareggio, n. 1933 - Viareggio, † 2021)

## Kickboxer(1)
- Francesco Saladino, ex kickboxer e pugile italiano (Messina, n. 1984)

## Latinisti(2)
- Francesco Arnaldi, latinista e lessicografo italiano (Codroipo, n. 1897 - Roma, † 1980)
- Francesco Pinelli, latinista e grecista italiano (Andagna, n. 1889 - Genova, † 1972)

## Letterati(15)
- Enrico Acerbi, letterato italiano (Castano Primo, n. 1785 - Tremezzo, † 1827)
- Francesco Alighieri, letterato e religioso italiano (Verona, n. 1500 - Verona, † 1562)
- Francesco Ariosto, letterato italiano (Ferrara, n. 1415 - Ferrara, † 1484)
- Francesco Antonio Astore, letterato e filosofo italiano (Casarano, n. 1742 - Napoli, † 1799)
- Francesco Aventi, letterato, librettista e musicista italiano (Ferrara, n. 1779 - Ferrara, † 1858)
- Francesco Bonciani, letterato e arcivescovo cattolico italiano (Firenze, n. 1552 - † 1619)
- Francesco Del Tuppo, letterato e tipografo italiano (Napoli - Napoli)
- Francesco Scipione Fapanni, letterato, storico e epigrafista italiano (Martellago, n. 1810 - Martellago, † 1894)
- Francesco Parisi, letterato e presbitero italiano (Roviano, n. 1710 - Roma, † 1794)
- Francesco Puccinotti, letterato, filosofo e medico italiano (Urbino, n. 1794 - Firenze, † 1872)
- Francesco Reina, letterato italiano (Lugano, n. 1766 - Canneto sull'Oglio, † 1825)
- Francesco Rondinelli, letterato e bibliotecario italiano (Firenze, n. 1589 - Firenze, † 1665)
- Francesco Saverio Salfi, letterato, politico e librettista italiano (Cosenza, n. 1759 - Parigi, † 1832)
- Francesco Sansovino, letterato italiano (Roma, n. 1521 - Venezia, † 1583)
- Francesco Valletta, letterato, filologo e storico italiano (Napoli, n. 1680 - † 1760)

## Librettisti(5)
- Francesco Cerlone, librettista e drammaturgo italiano (Napoli, n. 1722 - Napoli)
- Francesco De Lemene, librettista italiano (Lodi, n. 1634 - Lodi, † 1704)
- Francesco Maria Piave, librettista, traduttore e critico d'arte italiano (Murano, n. 1810 - Milano, † 1876)
- Francesco Silvani, librettista italiano (Venezia - Venezia)
- Francesco Antonio Tullio, librettista e poeta italiano (Napoli, n. 1660 - Napoli, † 1737)

## Linguisti(6)
- Francesco Alberti di Villanova, linguista italiano (Nizza, n. 1737 - Lucca, † 1801)
- Francesco Bruni, linguista, storico della letteratura e italianista italiano (Perugia, n. 1943 - † 2025)
- Francesco Carboni, linguista, traduttore e scrittore italiano (Bonnanaro, n. 1746 - Bessude, † 1817)
- Francesco Sabatini, linguista, filologo e lessicografo italiano (Pescocostanzo, n. 1931)
- Francesco Straniero Sergio, linguista italiano (Roma, n. 1959 - Roma, † 2011)
- Francesco Alessandro Ugolini, linguista e filologo italiano (Roma, n. 1910 - Roma, † 1990)

## Liutai(2)
- Francesco Bissolotti, liutaio italiano (Soresina, n. 1929 - Cremona, † 2019)
- Francesco Ruggieri, liutaio italiano (Cremona - Cremona, † 1698)

## Liutisti(1)
- Francesco Spinacino, liutista e compositore italiano (Fossombrone - Venezia)

## Lottatori(3)
- Francesco Costantino, ex lottatore italiano (Bari, n. 1972)
- Francesco Miano-Petta, ex lottatore italiano (Napoli, n. 1979)
- Francesco Scuderi, ex lottatore italiano (Catania, n. 1949)

## Mafiosi(32)
- Francesco Barbaro, mafioso italiano (Platì, n. 1927 - Parma, † 2018)
- Francesco Biancoli, mafioso italiano (Bari, n. 1957 - Bari, † 2006)
- Francesco Bidognetti, mafioso italiano (Casal di Principe, n. 1951)
- Francesco Paolo Bontate, mafioso italiano (Palermo, n. 1914 - Messina, † 1974)
- Frank Calì, mafioso statunitense (New York, n. 1965 - New York, † 2019)
- Francesco Campana, mafioso italiano (Mesagne, n. 1973)
- Francesco Campanella, mafioso e collaboratore di giustizia italiano (Palermo, n. 1972)
- Frank Costello, mafioso italiano (Cassano all'Ionio, n. 1891 - New York, † 1973)
- Francesco Cuccia, mafioso e politico italiano (Piana degli Albanesi, n. 1876 - Palermo, † 1957)
- Francesco Di Carlo, mafioso e collaboratore di giustizia italiano (Altofonte, n. 1941 - Parigi, † 2020)
- Francesco Di Cristina, mafioso italiano (Riesi, n. 1896 - Riesi, † 1961)
- Francesco Domingo, mafioso italiano (Castellammare del Golfo, n. 1956)
- Francesco Ferrera, mafioso italiano (Catania, n. 1935)
- Francesco Fonti, mafioso italiano (Bovalino, n. 1948 - † 2012)
- Francesco Franzese, mafioso e collaboratore di giustizia italiano (Brescia, n. 1964)
- Frank Garofalo, mafioso italiano (Castellammare del Golfo, n. 1891 - Sicilia, † 1968)
- Francesco Giuliano, mafioso italiano (Palermo, n. 1969)
- Francesco Lanza, mafioso italiano (Palermo, n. 1872 - San Francisco, † 1937)
- Francesco Madonia, mafioso italiano (Palermo, n. 1924 - Napoli, † 2007)
- Francesco Mallardo, mafioso italiano (Giugliano in Campania, n. 1951 - Parma, † 2025)
- Francesco Marino Mannoia, mafioso e collaboratore di giustizia italiano (Palermo, n. 1951)
- Francesco Matrone, mafioso italiano (Scafati, n. 1947 - Milano, † 2023)
- Francesco Mazzaferro, mafioso italiano (Marina di Gioiosa Ionica, n. 1940)
- Francesco Mercuri, mafioso italiano (Polistena, n. 1904 - Polistena, † 1968)
- Francesco Messina Denaro, mafioso italiano (Castelvetrano, n. 1928 - Castelvetrano, † 1998)
- Francesco Nirta, mafioso italiano (Locri, n. 1974)
- Frank Nitti, mafioso italiano (Angri, n. 1886 - Chicago, † 1943)
- Francesco Onorato, mafioso e collaboratore di giustizia italiano (Palermo, n. 1960)
- Francesco Pelle, mafioso italiano (Locri, n. 1977)
- Francesco Schiavone, mafioso italiano (Casal di Principe, n. 1954)
- Francesco Vottari, mafioso italiano (Locri, n. 1971)
- Francesco Zumpano, mafioso italiano (Crotone, n. 1955)

## Magistrati(34)
- Francesco Mario Agnoli, ex magistrato e saggista italiano (Bologna, n. 1934)
- Francesco Amirante, magistrato italiano (Napoli, n. 1933 - Napoli, † 2024)
- Francesco Basentini, magistrato e dirigente pubblico italiano (Potenza, n. 1965)
- Francesco Saverio Borrelli, magistrato italiano (Napoli, n. 1930 - Milano, † 2019)
- Francesco Bruno, magistrato e politico italiano (Nicosia, n. 1828 - Catania, † 1914)
- Francesco Calcagno, magistrato e politico italiano (Milazzo, n. 1803 - Milazzo, † 1880)
- Francesco Campolongo, magistrato e politico italiano (Rotondella, n. 1861 - Napoli, † 1942)
- Francesco Cannas, magistrato italiano (Ulassai, n. 1847 - Roma, † 1909)
- Frank Caprio, giudice statunitense (Providence, n. 1936)
- Francesco Coco, magistrato italiano (Terralba, n. 1908 - Genova, † 1976)
- Carlo Corsi di Bosnasco, magistrato e politico italiano (Nizza Monferrato, n. 1798 - Nizza Monferrato, † 1885)
- Francesco Di Maggio, magistrato italiano (Mazzarino, n. 1948 - Genova, † 1996)
- Francesco Ferlaino, magistrato italiano (Conflenti, n. 1914 - Lamezia Terme, † 1975)
- Giuseppe Francesco Danza, magistrato e politico italiano (Sant'Agata di Puglia, n. 1872 - Sant'Agata di Puglia, † 1938)
- Francesco Pantaleo Gabrieli, magistrato italiano (Calimera, n. 1888 - Roma, † 1962)
- Francesco Saverio Gargiulo, magistrato e giurista italiano (Sorrento, n. 1840 - Napoli, † 1922)
- Francesco Ghiglieri, magistrato e politico italiano (Cuorgnè, n. 1825 - Roma, † 1902)
- Francesco Giannattasio, magistrato e politico italiano (Napoli, n. 1863 - Napoli, † 1932)
- Francesco Greco, magistrato italiano (Santa Maria Capua Vetere, n. 1918 - Roma, † 2016)
- Francesco Greco, ex magistrato italiano (Napoli, n. 1951)
- Francesco Lo Voi, magistrato italiano (Palermo, n. 1957)
- Francesco Ignazio Mannu, magistrato italiano (Ozieri, n. 1758 - Cagliari, † 1839)
- Francesco Messineo, ex magistrato italiano (Cefalù, n. 1946)
- Francesco Misiani, magistrato e avvocato italiano (Taurianova, n. 1936 - Roma, † 2009)
- Francesco Panitteri, magistrato e militare italiano (Trapani, n. 1921 - Trapani, † 1990)
- Francesco Saverio Pavone, magistrato italiano (Taranto, n. 1944 - Mestre, † 2020)
- Francesco Penserini, magistrato e politico italiano (Macerata Feltria, n. 1834 - Firenze, † 1909)
- Francesco Pintus, magistrato e politico italiano (Cagliari, n. 1929 - Varese, † 2014)
- Francesco Pujia, magistrato e politico italiano (Filadelfia, n. 1861 - Roma, † 1943)
- Francesco Quarta, magistrato e politico italiano (Pianella, n. 1869 - Roma, † 1963)
- Francesco Ronchi, magistrato e giurista italiano (Napoli, n. 1803 - † 1878)
- Francesco Saluto, magistrato e giurista italiano (Piana degli Albanesi, n. 1809 - Palermo, † 1892)
- Francesco Taurisano, magistrato italiano (Napoli, n. 1951)
- Francesco Traina Gucciardi, magistrato italiano (Palermo, n. 1882 - Palermo, † 1945)

## Maratoneti(5)
- Francesco Ingargiola, ex maratoneta italiano (Mazara del Vallo, n. 1973)
- Francesco Puppi, maratoneta e fondista di corsa in montagna italiano (Como, n. 1992)
- Francesco Putti, maratoneta italiano (Ponteranica, n. 1931 - Ponteranica, † 2016)
- Francesco Roccati, maratoneta italiano (Torino, n. 1908 - Torino, † 1969)
- Francesco Ruggiero, maratoneta italiano (Campobasso, n. 1891 - Alexandria, † 1966)

## Marciatori(2)
- Francesco Fortunato, marciatore italiano (Andria, n. 1994)
- Francesco Pretti, marciatore e dirigente sportivo italiano (Cagliari, n. 1903 - Roma, † 1988)

## Matematici(24)
- Francesco Barozzi, matematico italiano (Candia, n. 1537 - Venezia, † 1604)
- Francesco Brioschi, matematico e politico italiano (Milano, n. 1824 - Milano, † 1897)
- Francesco Saverio Brunetti, matematico e presbitero italiano (Corinaldo, n. 1693)
- Francesco Paolo Cantelli, matematico e statistico italiano (Palermo, n. 1875 - Roma, † 1966)
- Francesco Cecioni, matematico italiano (Livorno, n. 1884 - Livorno, † 1968)
- Francesco Contarino, matematico italiano (Reggio Calabria, n. 1855 - Napoli, † 1933)
- Francesco Maria De Regi, matematico, religioso e ingegnere idraulico italiano (Milano, n. 1720 - † 1794)
- Francesco Faà di Bruno, matematico e presbitero italiano (Alessandria, n. 1825 - Torino, † 1888)
- Francesco Feliciano de Scolari, matematico italiano (Lazise, n. 1470 - Verona, † 1542)
- Francesco Flores D'Arcais, matematico italiano (Cagliari, n. 1849 - Padova, † 1927)
- Francesco Maria Franceschinis, matematico italiano (Udine, n. 1756 - Monza, † 1840)
- Francesco Galigai, matematico italiano (Firenze, n. 1498 - † 1573)
- Francesco Gerbaldi, matematico italiano (La Spezia, n. 1858 - Pavia, † 1934)
- Luigi Guido Grandi, matematico e filosofo italiano (Cremona, n. 1671 - Pisa, † 1742)
- Francesco Vincenzo Guglielmino, matematico italiano (Catania, n. 1927 - Catania, † 2013)
- Francesco Luini, matematico e gesuita italiano (Lugano, n. 1740 - Milano, † 1792)
- Francesco Maurolico, matematico, astronomo e storico italiano (Messina, n. 1494 - Messina, † 1575)
- Francesco Pellos, matematico (Nizza)
- Francesco Perez, matematico e abate italiano
- Francesco Severi, matematico italiano (Arezzo, n. 1879 - Roma, † 1961)
- Francesco Siacci, matematico e politico italiano (Roma, n. 1839 - Napoli, † 1907)
- Francesco Speranza, matematico italiano (Milano, n. 1932 - Parma, † 1998)
- Francesco Giacomo Tricomi, matematico italiano (Napoli, n. 1897 - Torino, † 1978)
- Francesco Ventretti, matematico italiano (n. 1713 - † 1784)

## Medaglisti(1)
- Francesco Bertinetti, medaglista italiano (Roma, n. 1653 - Roma, † 1686)

## Mercanti(5)
- Francesco Barberini, mercante italiano (Firenze, n. 1528 - Roma, † 1600)
- Francesco Datini, mercante italiano (Prato - Prato, † 1410)
- Francesco Farina, mercante italiano (Chieti, n. 1731 - Chieti, † 1800)
- Francesco Feroni, mercante, politico e funzionario italiano (Empoli, n. 1614 - Firenze, † 1696)
- Francesco Balducci Pegolotti, mercante e politico italiano

## Mezzofondisti(8)
- Franco Arese, ex mezzofondista, dirigente sportivo e imprenditore italiano (Centallo, n. 1944)
- Francesco Bennici, ex mezzofondista e maratoneta italiano (n. 1971)
- Francesco Bianchi, mezzofondista italiano (Melegnano, n. 1940 - Milano, † 1977)
- Francesco Bona, mezzofondista e maratoneta italiano (Biella, n. 1983)
- Francesco Guerra, mezzofondista italiano (Roma, n. 2001)
- Francesco Pernici, mezzofondista italiano (Esine, n. 2003)
- Francesco Perrone, mezzofondista e maratoneta italiano (Cellino San Marco, n. 1930 - Bari, † 2020)
- Francesco Roncalli, ex mezzofondista italiano (Ponte San Pietro, n. 1980)

## Mineralogisti(1)
- Francesco Rodolico, mineralogista e linguista italiano (Firenze, n. 1905 - Firenze, † 1988)

## Miniatori(4)
- Francesco Boccardi, miniatore italiano (Firenze - Firenze, † 1547)
- Francesco da Castello, miniatore italiano
- Francesco dai Libri, miniatore italiano (Verona, n. 1450 - Verona)
- Francesco di Antonio del Chierico, miniatore e orafo italiano (Firenze, n. 1433 - Firenze, † 1488)

## Missionari(3)
- Francesco Fogolla, missionario e vescovo cattolico italiano (Montereggio, n. 1839 - Taiyuan, † 1900)
- Francesco Orazio della Penna, missionario, traduttore e esploratore italiano (Pennabilli, n. 1680 - Patan, † 1745)
- Francesco Maria di san Siro, missionario e religioso italiano (Portalbera, n. 1658 - Milano, † 1736)

## Montatori(1)
- Francesco Malvestito, montatore italiano

## Mountain biker(2)
- Francesco Casagrande, mountain biker e ex ciclista su strada italiano (Firenze, n. 1970)
- Francesco Failli, mountain biker e ex ciclista su strada italiano (Montevarchi, n. 1983)

## Musicisti(11)
- Francesco Fuzz Brasini, musicista italiano (Cesena, n. 1967)
- Francesco Canneti, musicista e compositore italiano (Vicenza, n. 1807 - Vicenza, † 1884)
- Francesco Coradini, musicista, musicologo e presbitero italiano (Arezzo, n. 1881 - Sesto Fiorentino, † 1972)
- De Luca & Forti, musicista e compositore italiano (Roma, n. 1967)
- Francesco Gualerzi, musicista e compositore italiano (Montecchio Emilia, n. 1963)
- Francesco Mammola, musicista e docente italiano (Pescocostanzo, n. 1989)
- Francesco Marras, musicista, cantante e compositore italiano (Sassari)
- Ciccio Merolla, musicista italiano (Napoli, n. 1969)
- Francesco Moneti, musicista italiano (Arezzo, n. 1969)
- Francesco Pollini, musicista e compositore italiano (Lubiana, n. 1762 - Milano, † 1846)
- Frank Ricci, musicista italiano (Corridonia, n. 1985)

## Musicologi(3)
- Francesco Bussi, musicologo italiano (Piacenza, n. 1926)
- Francesco Caffi, musicologo, magistrato e scrittore italiano (Venezia, n. 1778 - Padova, † 1874)
- Francesco Degrada, musicologo, clavicembalista e curatore editoriale italiano (Milano, n. 1940 - Milano, † 2005)

## Naturalisti(3)
- Francesco Ginanni, naturalista, biologo e botanico italiano (Ravenna, n. 1716 - Ravenna, † 1766)
- Francesco Griselini, naturalista e botanico italiano (Venezia, n. 1717 - Milano, † 1787)
- Francesco Stelluti, naturalista e letterato italiano (Fabriano, n. 1577 - Roma, † 1653)

## Navigatori(3)
- Francesco Acton, marinaio e storico dell'arte italiano (Castellammare di Stabia, n. 1910 - Napoli, † 1997)
- Francesco Caprile, marinaio italiano (Chiavari, n. 1912 - Mar Jonio, † 1943)
- Francesco Conteduca, marinaio italiano (Barletta, n. 1844 - Roma, † 1930)

## Neurologi(2)
- Francesco Bonfiglio, neurologo e psichiatra italiano (Lentini, n. 1883 - Roma, † 1966)
- Francesco Ferro Milone, neurologo, neuroscienziato e chirurgo italiano (Torino, n. 1926 - Piombino, † 2022)

## Notai(5)
- Francesco Besozzi, notaio italiano (Gavirate - Milano, † 1539)
- Francesco Cilocco, notaio e rivoluzionario italiano (Cagliari, n. 1769 - Sassari, † 1802)
- Francesco Girolamo Corio, notaio e poeta italiano (Abbiategrasso, n. 1720 - Abbiategrasso, † 1790)
- Francesco da Barberino, notaio e poeta italiano (Barberino Val d'Elsa, n. 1264 - Firenze, † 1348)
- Francesco Tamassia, notaio e numismatico italiano (Revere, n. 1816 - Mantova, † 1896)

## Numismatici(3)
- Francesco Carelli, numismatico, archeologo e antiquario italiano (Conversano, n. 1758 - Napoli, † 1832)
- Francesco Gottifredi, numismatico italiano (Roma - Roma, † 1669)
- Francesco Panvini Rosati, numismatico italiano (Roma, n. 1923 - † 1998)

## Nuotatori(5)
- Francesco Bettella, nuotatore italiano (Padova, n. 1989)
- Francesco Bocciardo, nuotatore italiano (Genova, n. 1994)
- Franco Drago, ex nuotatore italiano (Genova, n. 1940)
- Francesco Pavone, ex nuotatore italiano (Savona, n. 1991)
- Francesco Vespe, nuotatore italiano (Napoli, n. 1983)

## Oboisti(2)
- Francesco Di Rosa, oboista italiano (Montegranaro, n. 1967)
- Francesco Quaranta, oboista italiano (Milano, n. 1967)

## Oculisti(2)
- Francesco Flarer, oculista italiano (n. 1791 - † 1859)
- Francesco Magni, oculista e politico italiano (Porta al Borgo, n. 1828 - Sanremo, † 1887)

## Oncologi(1)
- Francesco Schittulli, oncologo e politico italiano (Gravina in Puglia, n. 1946)

## Orafi(1)
- Francesco Caramora, orafo italiano (Pavia, n. 1787 - Valenza, † 1827)

## Organari(5)
- Francesco Nicola Bellosio, organaro italiano (Cassine, n. 1741 - Morsasco, † 1820)
- Francesco Carnisi, organaro italiano (Luino, n. 1803 - Luino, † 1861)
- Francesco Giovannelli, organaro italiano (Lecce - † 1789)
- Francesco La Grassa, organaro italiano (Palermo, n. 1802 - Cammarata, † 1868)
- Francesco Vegezzi Bossi, organaro italiano (n. 1870 - † 1943)

## Organisti(4)
- Luigi Baronchelli, organista e compositore italiano (Villachiara, n. 1858 - Bergamo, † 1924)
- Francesco Bianciardi, organista e compositore italiano (Casole d'Elsa, n. 1570 - Siena, † 1607)
- Francesco Comencini, organista italiano (Mantova, n. 1792 - Udine, † 1864)
- Francesco Usper, organista e compositore italiano (Rovigno, n. 1561 - Venezia, † 1641)

## Orientalisti(3)
- Francesco Beguinot, orientalista italiano (Paliano, n. 1879 - Napoli, † 1953)
- Francesco Gabrieli, orientalista italiano (Roma, n. 1904 - Roma, † 1996)
- Francesco Rivola, orientalista e presbitero italiano (Milano, n. 1570 - † 1655)

## Ottici(1)
- Francesco Koristka, ottico e imprenditore boemo (Jarkovice, n. 1851 - Milano, † 1933)

## Paleontologi(1)
- Francesco Coppi, paleontologo, archeologo e geologo italiano (Fiumalbo, n. 1843 - Maranello, † 1927)

## Pallanuotisti(13)
- Francesco Attolico, ex pallanuotista italiano (Bari, n. 1963)
- Francesco Caprani, pallanuotista italiano (Lecco, n. 1980)
- Francesco Cassia, pallanuotista italiano (Siracusa, n. 2002)
- Francesco Condemi, pallanuotista italiano (Catania, n. 2003)
- Francesco Coppoli, pallanuotista italiano (Firenze, n. 1989)
- Francesco Di Donna, pallanuotista italiano (Genova, n. 1999)
- Francesco Di Fulvio, pallanuotista italiano (Pescara, n. 1993)
- Francesco Ferrari, pallanuotista italiano (Camogli, n. 1974)
- Francesco Ghiara, pallanuotista italiano (Genova, n. 1997)
- Francesco Massaro, pallanuotista italiano (Lavagna, n. 1998)
- Francesco Nappa, pallanuotista maltese (La Valletta, n. 1898)
- Franco Porzio, ex pallanuotista italiano (Napoli, n. 1966)
- Francesco Postiglione, ex pallanuotista, ex nuotatore e dirigente sportivo italiano (Napoli, n. 1972)

## Pallavolisti(18)
- Francesco Biribanti, pallavolista italiano (Terni, n. 1976)
- Francesco Bisotto, pallavolista italiano (Cuneo, n. 2002)
- Francesco Comparoni, pallavolista italiano (Parma, n. 2001)
- Francesco Corrado, pallavolista italiano (Crotone, n. 1997)
- Francesco Corsini, ex pallavolista italiano (Città di Castello, n. 1979)
- Francesco Cottarelli, pallavolista italiano (Legnago, n. 1996)
- Francesco D'Amico, pallavolista italiano (Ostuni, n. 1999)
- Francesco De Luca, pallavolista italiano (Fondi, n. 1986)
- Francesco De Marchi, pallavolista italiano (Padova, n. 1986)
- Francesco Del Vecchio, pallavolista italiano (Terlizzi, n. 1987)
- Francesco Ferrua, ex pallavolista italiano (Mondovì, n. 1965)
- Francesco Fortunato, pallavolista italiano (Bassano del Grappa, n. 1977)
- Francesco Lavorato, ex pallavolista italiano (Massa Marittima, n. 1969)
- Francesco Mattioli, pallavolista italiano (Firenze, n. 1975)
- Francesco Pieri, ex pallavolista italiano (Prato, n. 1982)
- Francesco Recine, pallavolista italiano (Ravenna, n. 1999)
- Francesco Sani, pallavolista italiano (Greenbrae, n. 2002)
- Francesco Zoppellari, pallavolista italiana (Padova, n. 1997)

## Papi(1)
- Papa Francesco, papa e arcivescovo cattolico argentino (Buenos Aires, n. 1936 - Città del Vaticano, † 2025)

## Paracadutisti(1)
- Francesco Palumbo, paracadutista italiano (Andria, n. 1960)

## Parolieri(3)
- Francesco Massimiani, paroliere e musicista italiano (Genova, n. 1957 - † 1995)
- Franco Migliacci, paroliere, produttore discografico e attore italiano (Mantova, n. 1930 - Roma, † 2023)
- Francesco Specchia, paroliere italiano (Galatina, n. 1929 - Milano, † 2019)

## Partigiani(12)
- Francesco Besso, partigiano italiano (Vignale Monferrato, n. 1921 - Rodi, † 1945)
- Francesco Calzolari, partigiano italiano (Marzabotto, n. 1926 - Savigno, † 1944)
- Francesco Curreli, partigiano italiano (Austis, n. 1903 - Nemi, † 1972)
- Francesco Da Gioz, partigiano italiano (Sedico, n. 1896 - Peron, † 1945)
- Francesco Foglia, partigiano, presbitero e militare italiano (Novalesa, n. 1912 - Hauzenberg, † 1993)
- Francesco Geraci, partigiano e politico italiano (Campo Calabro, n. 1889 - Reggio Calabria, † 1967)
- Francesco Moranino, partigiano e politico italiano (Tollegno, n. 1920 - Grugliasco, † 1971)
- Francesco Sabatucci, partigiano italiano (Bologna, n. 1921 - Padova, † 1944)
- Francesco Sciucchi, partigiano, antifascista e medico italiano (Chieti, n. 1908 - Chieti, † 1943)
- Francesco Tumiati, partigiano italiano (Ferrara, n. 1921 - Cantiano, † 1944)
- Francesco Valentino, partigiano italiano (Torino, n. 1925 - Torino, † 1944)
- Francesco Zaltron, partigiano italiano (Marano Vicentino, n. 1920 - Calvene, † 1945)

## Pastori protestanti(1)
- Francesco Cellario, pastore protestante italiano (Lacchiarella, n. 1520 - Roma, † 1569)

## Patologi(1)
- Francesco Pentimalli, patologo e politico italiano (Palmi, n. 1885 - Roma, † 1958)

## Patriarchi cattolici(7)
- Francesco Barbaro, patriarca cattolico e diplomatico italiano (Venezia, n. 1546 - Udine, † 1616)
- Francesco Antonio Correr, patriarca cattolico italiano (Venezia, n. 1676 - Venezia, † 1741)
- Francesco Antonio Marcucci, patriarca cattolico italiano (Force, n. 1717 - Ascoli Piceno, † 1798)
- Francesco Mattei, patriarca cattolico e nobile italiano (Roma, n. 1709 - Roma, † 1794)
- Francesco Maria Milesi, patriarca cattolico italiano (Venezia, n. 1747 - Venezia, † 1819)
- Francesco Moraglia, patriarca cattolico italiano (Genova, n. 1953)
- Francesco Querini, patriarca cattolico italiano (Venezia - Venezia, † 1372)

## Patrioti(39)
- Francesco Alario, patriota e politico italiano (Moio della Civitella, n. 1829 - Salerno, † 1891)
- Francesco Angelotti, patriota italiano (Gaeta, n. 1800 - Procida, † 1839)
- Francesco Anzani, patriota e militare italiano (Alzate, n. 1809 - Genova, † 1848)
- Fratelli Archibugi, patriota italiano (Ancona, n. 1828 - Roma, † 1849)
- Francesco Arquati, patriota italiano (Filettino, n. 1810 - Roma, † 1867)
- Francesco Baldisserotto, patriota italiano (Venezia, n. 1815 - Vicenza, † 1881)
- Francesco Basetti, patriota italiano (Borgo Val di Taro, n. 1791 - Maniatis, † 1825)
- Francesco Bentivegna, patriota italiano (Corleone, n. 1820 - Mezzojuso, † 1856)
- Francesco Bidischini, patriota e militare italiano (Smirne, n. 1835 - Roma, † 1907)
- Francesco Bonafede Oddo, patriota e anarchico italiano (Gratteri, n. 1819 - Gratteri, † 1905)
- Francesco Bonafini, patriota italiano (Mantova, n. 1830)
- Francesco Cattaneo, patriota italiano (Novi Ligure, n. 1835)
- Francesco Paolo Ciaccio, patriota italiano (Palermo, n. 1821 - Palermo, † 1885)
- Francesco Corvi, patriota e militare italiano (Sabbioneta, n. 1808)
- Francesco Cucchi, patriota e politico italiano (Bergamo, n. 1834 - Roma, † 1913)
- Francesco Raffaele Curzio, patriota, poeta e politico italiano (Turi, n. 1822 - Firenze, † 1901)
- Francesco Daverio, patriota italiano (Varese, n. 1815 - Roma, † 1849)
- Francesco Paolo Di Blasi, patriota e giurista italiano (Palermo, n. 1753 - Palermo, † 1795)
- Francesco Franchini, patriota e politico italiano (Pistoia, n. 1805 - Pistoia, † 1875)
- Francesco Guardabassi, patriota e politico italiano (Perugia, n. 1793 - Perugia, † 1871)
- Francesco Lomonaco, patriota, scrittore e filosofo italiano (Montalbano Jonico, n. 1772 - Pavia, † 1810)
- Francesco Longo, patriota e politico italiano (Brescia, n. 1802 - Faverzano, † 1869)
- Francesco Antonio Mazziotti, patriota e politico italiano (Stella Cilento, n. 1811 - Napoli, † 1878)
- Francesco Montanari, patriota e militare italiano (San Giacomo Roncole, n. 1822 - Vita, † 1860)
- Francesco Nullo, patriota e militare italiano (Bergamo, n. 1826 - Krzykawka, † 1863)
- Francesco Paolo Palomba, patriota e rivoluzionario italiano (Avigliano, n. 1779 - Napoli, † 1799)
- Francesco Prudenzano, patriota, docente e scrittore italiano (Manduria, n. 1823 - Napoli, † 1909)
- Francesco Rismondo, patriota e militare italiano (Spalato, n. 1885 - † 1915)
- Francesco Riso, patriota italiano (Palermo, n. 1826 - Palermo, † 1860)
- Francesco Rubini, patriota, politico e avvocato italiano (Ruvo di Puglia, n. 1817 - Ruvo di Puglia, † 1892)
- Francesco Secchi De Casali, patriota e giornalista italiano (Piacenza, n. 1819 - Elizabeth, † 1885)
- Francesco Siliprandi, patriota italiano (Curtatone, n. 1816 - Casatico, † 1892)
- Francesco Simonetta, patriota e politico italiano (Milano, n. 1813 - Milano, † 1863)
- Francesco Speranzini, patriota e militare italiano (Mantova, n. 1840 - Piubega, † 1923)
- Francesco Stocco, patriota e generale italiano (Adami, n. 1806 - Nicastro, † 1880)
- Francesco Valentini, patriota e giornalista italiano (Gallipoli, n. 1836 - Pieve di Ledro, † 1866)
- Francesco Vigo Pelizzari, patriota e militare italiano (Vimercate, n. 1836 - Mentana, † 1867)
- Francesco Saverio Vollaro, patriota e politico italiano (Reggio Calabria, n. 1827 - Pellaro, † 1904)
- Francesco de Feo, patriota italiano (Mirabello Sannitico, n. 1828 - Campobasso, † 1879)

## Pedagogisti(4)
- Francesco Coppola, pedagogista e scrittore italiano (Altomonte, n. 1858 - Spezzano Albanese, † 1926)
- Francesco De Bartolomeis, pedagogista, critico d'arte e politico italiano (Pellezzano, n. 1918 - Torino, † 2023)
- Francesco Gabrielli, pedagogista italiano (Bologna, n. 1857 - Rovigo, † 1899)
- Francesco Tonucci, pedagogista e scrittore italiano (Fano, n. 1940)

## Pediatri(1)
- Francesco Valagussa, pediatra e politico italiano (Porta Carratica, n. 1872 - Roma, † 1950)

## Pentatleti(1)
- Francesco Pacini, pentatleta italiano (Fermo, n. 1905 - Porto Alegre, † 1988)

## Personaggi televisivi(2)
- Francesco Boni, personaggio televisivo, storico dell'arte e gallerista italiano (Roma, n. 1944)
- Francesco Di Roberto, personaggio televisivo e musicista italiano (Genova, n. 1974)

## Pianisti(15)
- Francesco Anselmo, pianista, arrangiatore e direttore d'orchestra italiano (Torino, n. 1932)
- Franco Cassano, pianista, compositore e arrangiatore italiano (San Severo, n. 1922 - Milano, † 2016)
- Franco D'Andrea, pianista italiano (Merano, n. 1941)
- Francesco Di Fiore, pianista e compositore italiano (Palermo, n. 1966)
- Kekko Fornarelli, pianista e compositore italiano (Bari, n. 1978)
- Francesco Giarda, pianista, compositore e docente italiano (Cassolnovo, n. 1854 - Venezia, † 1907)
- Francesco Libetta, pianista, compositore e direttore d'orchestra italiano (Galatone, n. 1968)
- Francesco Lotoro, pianista, compositore e direttore d'orchestra italiano (Barletta, n. 1964)
- Francesco Magnelli, pianista, compositore e arrangiatore italiano (Firenze, n. 1962)
- Francesco Morettini, pianista, compositore e produttore discografico italiano (Terni, n. 1970)
- Francesco Nicolosi, pianista italiano (Catania, n. 1954)
- Francesco Piemontesi, pianista svizzero (Locarno, n. 1983)
- Francesco Tristano Schlimé, pianista e compositore lussemburghese (Lussemburgo, n. 1981)
- Francesco Taskayali, pianista e compositore italiano (Roma, n. 1991)
- Francesco Venerucci, pianista e compositore italiano (Roma, n. 1968)

## Piloti automobilistici(4)
- Francesco Ascani, pilota automobilistico italiano (Perugia, n. 1952)
- Francesco Castellacci, pilota automobilistico italiano (Roma, n. 1987)
- Francesco Pizzi, pilota automobilistico italiano (Roma, n. 2004)
- Francesco Sini, pilota automobilistico italiano (Fano, n. 1980)

## Piloti di rally(1)
- Francesco Perlini, pilota di rally italiano (San Bonifacio, n. 1961)

## Piloti motociclistici(4)
- Francesco Bagnaia, pilota motociclistico italiano (Torino, n. 1997)
- Francesco Lama, pilota motociclistico italiano (Faenza, n. 1907 - † 1968)
- Francesco Monaco, pilota motociclistico italiano (Velletri, n. 1970)
- Francesco Villa, pilota motociclistico e imprenditore italiano (Castelnuovo Rangone, n. 1933 - Modena, † 2020)

## Pionieri dell'aviazione(1)
- Francesco Zambeccari, pioniere dell'aviazione italiano (Bologna, n. 1752 - Bologna, † 1812)

## Pistard(6)
- Frank Bizzoni, pistard italiano (Lodi, n. 1875 - New York, † 1926)
- Francesco Ceci, pistard italiano (Ascoli Piceno, n. 1989)
- Franco Giorgetti, pistard e ciclista su strada italiano (Varese, n. 1902 - Bovisio Masciago, † 1983)
- Francesco Lamon, pistard italiano (Mirano, n. 1994)
- Francesco Verri, pistard italiano (Mantova, n. 1885 - Piombino, † 1945)
- Francesco Zucchetti, pistard e ciclista su strada italiano (Cernusco sul Naviglio, n. 1902 - Trichiana, † 1980)

## Poeti(45)
- Francesco Saverio Abbrescia, poeta e prete italiano (Bari, n. 1813 - Bari, † 1852)
- Francesco Acerbo, poeta e gesuita italiano (Nocera Terinese, n. 1606 - Napoli, † 1690)
- Cecco Angiolieri, poeta italiano (Siena - Siena)
- Saverio Baldacchini, poeta, letterato e politico italiano (Barletta, n. 1800 - Napoli, † 1879)
- Francesco Baldovini, poeta italiano (Firenze, n. 1634 - Firenze, † 1716)
- Francesco Balducci, poeta italiano (Palermo, n. 1579 - Roma, † 1642)
- Francesco Beccuti, poeta italiano (Perugia, n. 1509 - Perugia, † 1553)
- Francesco Belluomini, poeta e scrittore italiano (Viareggio, n. 1941 - Camaiore, † 2017)
- Francesco Benedetti, poeta e scrittore italiano (Cortona, n. 1785 - Pistoia, † 1821)
- Francesco Beverini, poeta e librettista italiano (Lucca, n. 1635 - Padova)
- Francesco Bogliano, poeta italiano (Genova - Genova, † 1657)
- Francesco Bracciolini, poeta italiano (Pistoia, n. 1566 - Pistoia, † 1645)
- Francesco Brunamonti, poeta e traduttore italiano (Arcevia)
- Francesco Brusco, poeta italiano (Leivi, n. 1939 - Lavagna, † 2023)
- Francesco Brusoni, poeta e umanista italiano (Legnago - Legnago)
- Francesco Buti, poeta e librettista italiano (Narni, n. 1604 - Narni, † 1682)
- Francesco Cantuti Castelvetri, poeta e letterato italiano (Modena, n. 1726 - Modena, † 1777)
- Francesco Cazzamini-Mussi, poeta, scrittore e critico letterario italiano (Milano, n. 1888 - Baveno, † 1952)
- Cecco d'Ascoli, poeta, medico e insegnante italiano (Ancarano, n. 1269 - Firenze, † 1327)
- Francesco Contaldi, poeta, traduttore e giornalista italiano (Popoli, n. 1865 - Sulmona, † 1903)
- Franco Costabile, poeta italiano (Sambiase, n. 1924 - Roma, † 1965)
- Francesco Dalessandro, poeta e traduttore italiano (Cagnano Amiterno, n. 1948)
- Francesco Dall'Ongaro, poeta, drammaturgo e librettista italiano (Mansuè, n. 1808 - Napoli, † 1873)
- Francesco Della Valle, poeta italiano (Aiello Calabro - † 1627)
- Francesco Fiore, poeta e cantautore italiano (Napoli, n. 1889 - Napoli, † 1954)
- Francesco Fulvio Frugoni, poeta, scrittore e drammaturgo italiano (Genova, n. 1620 - Venezia, † 1686)
- Francesco Gaeta, poeta italiano (Napoli, n. 1879 - † 1927)
- Francesco Garsia, poeta, drammaturgo e giudice italiano (Palermo, n. 1590 - Paternò, † 1670)
- Francesco Gianni, poeta italiano (Roma, n. 1750 - Parigi, † 1822)
- Francesco Giuliani, poeta e scrittore italiano (Castel del Monte, n. 1890 - † 1970)
- Francesco Gritti, poeta, scrittore e magistrato italiano (Venezia, n. 1740 - Venezia, † 1811)
- Francesco Maria Guerrieri Failla, poeta e patriota italiano (Castelbuono, n. 1831 - Castelbuono, † 1900)
- Francesco Guglielmino, poeta, latinista e critico letterario italiano (Aci Catena, n. 1872 - Catania, † 1956)
- Franco Loi, poeta, scrittore e saggista italiano (Genova, n. 1930 - Milano, † 2021)
- Francesco Masala, poeta, scrittore e saggista italiano (Nughedu San Nicolò, n. 1916 - Cagliari, † 2007)
- Francesco Augusto Masnata, poeta e commediografo italiano (Genova, n. 1882 - Santa Margherita Ligure, † 1974)
- Francesco Melosio, poeta e magistrato italiano (Città della Pieve, n. 1609 - † 1670)
- Francesco Meriano, poeta, giornalista e politico italiano (Torino, n. 1896 - Kabul, † 1934)
- Francesco Pastonchi, poeta e critico letterario italiano (Riva Ligure, n. 1874 - Torino, † 1953)
- Francesco Pitti, poeta e umanista italiano (Montevarchi)
- Francesco Possenti, poeta italiano (Roma, n. 1899 - Roma, † 1993)
- Francesco Scarabicchi, poeta e traduttore italiano (Ancona, n. 1951 - Ancona, † 2021)
- Francesco Sofia Alessio, poeta italiano (Radicena, n. 1873 - Reggio Calabria, † 1943)
- Francesco di Vannozzo, poeta, giullare e musicista italiano (Padova)
- Francesco Zacchiroli, poeta e saggista italiano (Castel Guelfo di Bologna, n. 1750 - Bologna, † 1826)

## Polistrumentisti(1)
- Francesco Pellegrini, polistrumentista e cantautore italiano (Livorno, n. 1984)

## Poliziotti(12)
- Francesco Arca, carabiniere italiano
- Francesco Borrelli, carabiniere italiano (Papanice, n. 1941 - Cutro, † 1982)
- Francesco Deias, carabiniere italiano (Oristano, n. 1973 - San Sperate, † 2008)
- Francesco Forleo, poliziotto, militare e politico italiano (Torino, n. 1941 - Genova, † 2018)
- Francesco Gentile, carabiniere italiano (Udine, n. 1930 - Cima Vallona, † 1967)
- Francesco Nannetti, carabiniere italiano (Monghidoro, n. 1926 - Busto Arsizio, † 1956)
- Francesco Rezza, poliziotto italiano (Modugno, n. 1920 - Roma, † 1944)
- Francesco Sassano, carabiniere italiano (Monreale, n. 1915 - Monreale, † 1946)
- Frank Serpico, poliziotto statunitense (New York, n. 1936)
- Francesco Spanò, poliziotto e funzionario italiano (Crotone, n. 1878 - Parma, † 1949)
- Francesco Straullu, poliziotto italiano (Nuoro, n. 1955 - Acilia, † 1981)
- Francesco Zizzi, poliziotto italiano (Fasano, n. 1948 - Roma, † 1978)

## Predicatori(3)
- Francesco da Arquata, predicatore italiano (Arquata del Tronto - Avignone, † 1354)
- Francesco Lagomarsino, predicatore italiano (Genova, n. 1823 - † 1909)
- Francesco Renato, predicatore e presbitero italiano (Crotone)

## Preparatori atletici(1)
- Francesco Zambrella, preparatore atletico italiano (Anzio, n. 1984)

## Principi(28)
- Francesco Luigi di Borbone-Conti, principe e generale (Parigi, n. 1664 - Parigi, † 1709)
- Francesco di Borbone-Vendôme, principe francese (n. 1519 - La Roche-Guyon, † 1546)
- Francesco Giuseppe di Braganza, principe e ufficiale portoghese (Merano, n. 1879 - Ischia, † 1919)
- Francesco Barberini, VI principe di Palestrina, principe, militare e politico italiano (Roma, n. 1772 - Roma, † 1853)
- Francesco di Borbone-Due Sicilie, principe (Napoli, n. 1827 - Parigi, † 1892)
- Francesco Saverio di Borbone-Spagna, principe (Portici, n. 1757 - Aranjuez, † 1771)
- Francesco Giuseppe di Hohenlohe-Schillingsfürst, principe (Kupferzell, n. 1787 - Abbazia di Corvey, † 1841)
- Francesco Giuseppe di Isenburg-Büdingen-Birstein, principe tedesco (Birstein, n. 1869 - Francoforte sul Meno, † 1939)
- Francesco I del Liechtenstein, principe austriaco (Maria Enzersdorf, n. 1853 - Valtice, † 1938)
- Francesco Alberto di Oettingen-Spielberg, principe tedesco (Oettingen in Bayern, n. 1663 - Oettingen in Bayern, † 1737)
- Francesco Giuseppe I del Liechtenstein, principe austriaco (Milano, n. 1726 - Metz, † 1781)
- Francesco di Paola di Borbone-Spagna, principe spagnolo (Aranjuez, n. 1794 - Madrid, † 1865)
- Francesco Giuseppe II del Liechtenstein, principe liechtensteinese (Deutschlandsberg, n. 1906 - Grabs, † 1989)
- Francesco di Paola del Liechtenstein, principe e generale austriaco (Vienna, n. 1802 - Vienna, † 1887)
- Francesco Giuseppe del Liechtenstein, principe liechtensteinese (Zurigo, n. 1962 - Vaduz, † 1991)
- Francesco Domenico del Liechtenstein, principe austriaco (n. 1689 - † 1711)
- Francesco di Lussemburgo, principe lussemburghese (Lussemburgo, n. 2023)
- Francesco Giuseppe di Nassau-Weilburg, principe tedesco (Biebrich, n. 1859 - Vienna, † 1875)
- Francesco Ruspoli, III principe di Cerveteri, principe italiano (Roma, n. 1752 - Roma, † 1829)
- Francesco Sforza Cesarini, VI principe di Genzano, principe italiano (Roma, n. 1773 - Roma, † 1816)
- Francesco di Baviera, principe (Monaco di Baviera, n. 1875 - Monaco di Baviera, † 1957)
- Francesco d'Aragona, principe italiano (n. 1461 - † 1486)
- Francesco Giuseppe di Hohenzollern-Emden, principe tedesco (Heiligendamm, n. 1891 - Tubinga, † 1964)
- Francesco Carlo di Leyen, principe e filantropo tedesco (Coblenza, n. 1736 - Blieskastel, † 1775)
- Francesco di Monaco, principe monegasco (Parigi, n. 1726 - † 1743)
- Francesco Saverio di Sassonia, principe tedesco (Dresda, n. 1730 - Dresda, † 1806)
- Francesco Giuseppe di Thurn und Taxis, principe (Ratisbona, n. 1893 - Ratisbona, † 1971)
- Francesco Giuseppe in Baviera, principe tedesco (Castello di Tegernsee, n. 1888 - Monaco di Baviera, † 1912)

## Procuratori sportivi(1)
- Francesco Romano, procuratore sportivo e ex calciatore italiano (Saviano, n. 1960)

## Produttori discografici(3)
- Francesco De Benedittis, produttore discografico, compositore e arrangiatore italiano (Fano, n. 1974)
- Francesco Venuto, produttore discografico italiano (Torino, n. 1968)
- Francesco Virlinzi, produttore discografico italiano (Catania, n. 1959 - New York, † 2000)

## Produttori teatrali(1)
- Francesco Bellomo, produttore teatrale e attore italiano (Agrigento, n. 1963)

## Progettisti(1)
- Francesco Filiasi, progettista italiano (Napoli, n. 1869 - Roma, † 1941)

## Psichiatri(2)
- Francesco Corrao, psichiatra e psicoanalista italiano (Palermo, n. 1922 - Roma, † 1994)
- Francesco Parenti, psichiatra italiano (Milano, n. 1925 - † 1990)

## Psicologi(1)
- Francesco Novara, psicologo italiano (Torino, n. 1923 - Torino, † 2009)

## Pugili(6)
- Francesco Cavicchi, pugile italiano (Pieve di Cento, n. 1928 - Pieve di Cento, † 2018)
- Francesco Damiani, ex pugile italiano (Bagnacavallo, n. 1958)
- Francesco De Piccoli, ex pugile e attore italiano (Venezia, n. 1937)
- Francesco Musso, ex pugile italiano (Port-Saint-Louis-du-Rhône, n. 1937)
- Francesco Pianeta, pugile italiano (Corigliano Calabro, n. 1984)
- Franco Rizzotti, pugile e militare italiano (Novara, n. 1925 - Novara, † 1988)

## Rapper(10)
- Lanz Khan, rapper italiano (Milano, n. 1990)
- Kento, rapper italiano (Reggio Calabria, n. 1976)
- El Presidente, rapper e produttore discografico italiano (Reggio Calabria, n. 1972)
- Frankie hi-nrg mc, rapper e produttore discografico italiano (Torino, n. 1969)
- Drimer, rapper italiano (Cles, n. 1995)
- Franco Negrè, rapper italiano (Viterbo, n. 1980)
- Francesco Paura, rapper italiano (Camposano, n. 1976)
- Enigma, rapper italiano (Olbia, n. 1988)
- Kid Yugi, rapper italiano (Massafra, n. 2001)
- Jake La Furia, rapper e personaggio televisivo italiano (Milano, n. 1979)

## Registi(34)
- Francesco Amato, regista e sceneggiatore italiano (Torino, n. 1978)
- Francesco Barilli, regista, attore e sceneggiatore italiano (Parma, n. 1943)
- Francesco Bortolini, regista e giornalista italiano (Agordo, n. 1943 - La Valle Agordina, † 2016)
- Frank Borzage, regista, attore e produttore cinematografico statunitense (Salt Lake City, n. 1894 - Los Angeles, † 1962)
- Francesco Cabras, regista, attore e fotografo italiano (Roma, n. 1966)
- Francesco Calogero, regista, sceneggiatore e produttore cinematografico italiano (Messina, n. 1957)
- Francesco Campanini, regista cinematografico e produttore cinematografico italiano (Parma, n. 1976)
- Francesco Cannito, regista italiano (Milano, n. 1973)
- Francesco Castellani, regista e sceneggiatore italiano (Terni, n. 1961)
- Francesco Conversano, regista italiano (Monopoli, n. 1952)
- Francesco Cordio, regista e attore italiano (Roma, n. 1971)
- Francesco Costabile, regista e sceneggiatore italiano (Cosenza, n. 1980)
- Francesco Dal Bosco, regista, sceneggiatore e produttore cinematografico italiano (Trento, n. 1955 - Trento, † 2019)
- Francesco De Feo, regista e sceneggiatore italiano (Altamura, n. 1920 - Trani, † 2020)
- Francesco De Robertis, regista e sceneggiatore italiano (San Marco in Lamis, n. 1902 - Roma, † 1959)
- Francesco Del Grosso, regista e sceneggiatore italiano (Roma, n. 1982)
- Francesco Falaschi, regista, sceneggiatore e critico cinematografico italiano (Grosseto, n. 1961)
- Francesco Fei, regista italiano (Firenze, n. 1967)
- Francesco Laudadio, regista cinematografico italiano (Mola di Bari, n. 1950 - Bologna, † 2005)
- Francesco Leprino, regista e musicologo italiano (Ficarra, n. 1953)
- Francesco Lettieri, regista e sceneggiatore italiano (Napoli, n. 1985)
- Francesco Maselli, regista italiano (Roma, n. 1930 - Roma, † 2023)
- Francesco Massaro, regista e sceneggiatore italiano (Padova, n. 1935)
- Francesco Mazzei, regista cinematografico, sceneggiatore e scrittore italiano
- Francesco Miccichè, regista e sceneggiatore italiano (Roma, n. 1966)
- Francesco Munzi, regista e sceneggiatore italiano (Roma, n. 1969)
- Francesco Patierno, regista, sceneggiatore e scrittore italiano (Napoli, n. 1964)
- Francesco Pinto, regista italiano (Salerno, n. 1952)
- Francesco Piras, regista, direttore della fotografia e fotografo italiano (Cagliari, n. 1978)
- Francesco Prisco, regista cinematografico e sceneggiatore italiano (Frattamaggiore, n. 1976)
- Francesco Prosperi, regista e sceneggiatore italiano (Roma, n. 1926 - Roma, † 2004)
- Francesco Ranieri Martinotti, regista e sceneggiatore italiano (Roma, n. 1959)
- Francesco Rosi, regista e sceneggiatore italiano (Napoli, n. 1922 - Roma, † 2015)
- Francesco Vicario, regista italiano (Roma, n. 1959)

## Registi teatrali(4)
- Frank Corsaro, regista teatrale e attore statunitense (New York, n. 1924 - Suwanee, † 2017)
- Francesco Macedonio, regista teatrale italiano (Idria, n. 1927 - Gorizia, † 2014)
- Francesco Micheli, regista teatrale e autore televisivo italiano (Bergamo, n. 1972)
- Francesco Saponaro, regista teatrale italiano (Napoli, n. 1970)

## Religiosi(38)
- Francesco Apa, religioso e militare italiano (Santa Severina - Polsi)
- Bonaventura de Baccarini, religioso italiano (Cesena, n. 1586 - Cagliari, † 1647)
- Francesco Barbarano de' Mironi, religioso e storico italiano (Vicenza, n. 1596 - Vicenza, † 1656)
- Francesco Biondelli, religioso, educatore e scrittore italiano (Piacenza, n. 1858 - Ceccano, † 1898)
- Francesco Cascio, religioso e missionario italiano (Licodia Eubea, n. 1600 - Luanda, † 1682)
- Francesco Castán Meseguer, religioso spagnolo (Fonz, n. 1911 - Barbastro, † 1936)
- Francesco Colonna, religioso italiano (Venezia, n. 1433 - † 1527)
- Francesco Maria De Luca, religioso e arcivescovo cattolico italiano (Ponticelli, n. 1754 - L'Aquila, † 1839)
- Francesco Denza, religioso, meteorologo e astronomo italiano (Napoli, n. 1834 - Roma, † 1894)
- Francesco Donati, religioso, poeta e critico letterario italiano (Seravezza, n. 1821 - Seravezza, † 1877)
- Francesco Ferrigno, religioso italiano (Trapani, n. 1686 - Palermo, † 1766)
- Francesco Fortunati, religioso italiano (Firenze - † 1528)
- Francesco Di Vittorio, religioso italiano (Rutigliano, n. 1882 - Maraş, † 1920)
- Francesco da Paola, religioso italiano (Paola, n. 1416 - Castello di Plessis-lez-Tours, † 1507)
- Francesco d'Assisi, religioso, mistico e poeta italiano (Assisi - Assisi, † 1226)
- Francesco Antonio Fasani, religioso, presbitero e santo italiano (Lucera, n. 1681 - Lucera, † 1742)
- Francesco da Petriolo, religioso italiano (Petriolo, n. 1270 - Arzni, † 1314)
- Francesco Bernardino da Arischia, religioso italiano (L'Aquila)
- Francesco Maria da Camporosso, religioso italiano (Camporosso, n. 1804 - Genova, † 1866)
- Francesco da Copertino, religioso e architetto italiano (Copertino, n. 1617 - Copertino, † 1692)
- Francesco Francesconi, religioso e filosofo italiano (Trevi, n. 1823 - Trevi, † 1892)
- Francesco Giarratana, religioso italiano (Caltanissetta, n. 1570 - Caltanissetta, † 1645)
- Francesco Giacinto Gonzaga, religioso italiano (Mantova, n. 1616 - Mantova, † 1630)
- Francesco Maria Guaccio, religioso e teologo italiano (Milano)
- Francesco Lismanini, religioso italiano (Corfù - Königsberg, † 1566)
- Francesco Nelli, religioso italiano (Firenze - Napoli, † 1363)
- Francesco Pipino, religioso e archivista italiano (Bologna - Bologna)
- Francesco Roura Farró, religioso spagnolo (Cornellà del Terri, n. 1913 - Barbastro, † 1936)
- Francesco Shoyemon, religioso giapponese (Giappone - Nagasaki, † 1633)
- Francesco Solano, religioso, presbitero e santo spagnolo (Montilla, n. 1549 - Lima, † 1610)
- Francesco Strano, religioso e bibliotecario italiano (Aci Catena, n. 1766 - Catania, † 1831)
- Francesco Tornabene Roccaforte, religioso e botanico italiano (Catania, n. 1813 - Catania, † 1897)
- Francesco Turchi, religioso e letterato italiano (Treviso, n. 1515 - Conscio, † 1599)
- Francesco Vastarini, religioso, filosofo e scrittore italiano (L'Aquila, n. 1566 - L'Aquila, † 1641)
- Francesco Zaboglio, religioso e missionario italiano (Campodolcino, n. 1852 - Como, † 1911)
- Francesco Zirano, religioso italiano (Sassari, n. 1564 - Algeri, † 1603)
- Francesco Zorzi, religioso, teologo e filosofo italiano (Venezia, n. 1466 - Asolo, † 1540)
- Francesco da Jesi, religioso italiano (Jesi, n. 1470 - Perugia, † 1549)

## Rivoluzionari(2)
- Barbicone, rivoluzionario italiano (Siena - Siena)
- Francesco Salazar, rivoluzionario italiano (Vaglio Basilicata, n. 1606 - Barletta, † 1648)

## Rugbisti a 15(6)
- Francesco Faia Pappalardo, rugbista a 15 e allenatore di rugby a 15 italiano (Catania, n. 1984)
- Francesco Mazzariol, ex rugbista a 15, allenatore di rugby a 15 e dirigente sportivo italiano (Treviso, n. 1975)
- Francesco Minto, ex rugbista a 15 e allenatore di rugby a 15 italiano (Mirano, n. 1987)
- Francesco Pietrosanti, ex rugbista a 15 e dirigente sportivo italiano (L'Aquila, n. 1963)
- Francesco Vinci, rugbista a 15 e allenatore di rugby a 15 italiano (New York, n. 1910 - † 1990)
- Francesco Zani, ex rugbista a 15 italiano (Iseo, n. 1938)

## Saggisti(4)
- Francesco Bernardelli, saggista e critico teatrale italiano (Torino, n. 1894 - Torino, † 1971)
- Francesco Callari, saggista, critico teatrale e critico cinematografico italiano (Palermo, n. 1910 - † 1996)
- Francesco Giulietti, saggista, storico e esperantista italiano (n. 1883 - † 1978)
- Francesco Gnerre, saggista, critico letterario e sociologo italiano (Santa Paolina, n. 1944 - Aprilia, † 2025)

## Saltatori con gli sci(2)
- Francesco Cecon, saltatore con gli sci italiano (Tolmezzo, n. 2001)
- Francesco Giacomelli, ex saltatore con gli sci e combinatista nordico italiano (Predazzo, n. 1957)

## Sassofonisti(2)
- Francesco Bearzatti, sassofonista e clarinettista italiano (Pordenone, n. 1966)
- Francesco Cafiso, sassofonista, direttore artistico e produttore discografico italiano (Vittoria, n. 1989)

## Scacchisti(5)
- Francesco Abbadessa, scacchista italiano (Palermo, n. 1869 - Palermo, † 1954)
- Francesco Ansidei, scacchista italiano (Perugia, n. 1804 - Perugia, † 1873)
- Francesco Rambaldi, scacchista italiano (Milano, n. 1999)
- Francesco Scafarelli, scacchista italiano (Firenze, n. 1933 - Bernalda, † 2007)
- Francesco Sonis, scacchista italiano (Oristano, n. 2002)

## Sceneggiatori(5)
- Francesco Apolloni, sceneggiatore, regista e attore italiano (Roma, n. 1976)
- Francesco Bruni, sceneggiatore e regista italiano (Roma, n. 1961)
- Francesco Longo, sceneggiatore e regista italiano (Poggiardo, n. 1931 - Roma, † 1995)
- Francesco Milizia, sceneggiatore italiano (Roma, n. 1920 - Roma, † 1983)
- Francesco Scardamaglia, sceneggiatore, produttore televisivo e produttore cinematografico italiano (Varese, n. 1945 - Roma, † 2010)

## Scenografi(3)
- Francesco Bagnara, scenografo, decoratore e architetto del paesaggio italiano (Vicenza, n. 1784 - Venezia, † 1866)
- Francesco Bronzi, scenografo italiano (Napoli, n. 1934)
- Francesco Frigeri, scenografo italiano (Cerlongo, n. 1954)

## Schermidori(5)
- Francesco D'Armiento, schermidore italiano (Foggia, n. 1994)
- Francesco Gargano, schermidore italiano (Grammichele, n. 1896 - Göteborg, † 1975)
- Francesco Ingargiola, schermidore italiano (Osimo, n. 1996)
- Francesco Martinelli, schermidore italiano (Pisa, n. 1978)
- Francesco Rossi, schermidore italiano (Torino, n. 1966)

## Scialpinisti(1)
- Francesco Vida, scialpinista, sciatore di pattuglia militare e dirigente sportivo italiano (Gorizia, n. 1903 - East London, † 1985)

## Sciatori alpini(3)
- Francesco Cardelli, ex sciatore alpino sammarinese (n. 1964)
- Francesco Deflorian, sciatore alpino e allenatore di sci alpino italiano (Predazzo, n. 1938 - Manta, † 2018)
- Cesco Kostner, sciatore alpino italiano (Corvara in Badia, n. 1905 - Brunico, † 2006)

## Scienziati(4)
- Francesco Orioli, scienziato, fisico e filosofo italiano (Vallerano, n. 1783 - Roma, † 1856)
- Francesco Puccinelli, scienziato italiano (Pescia, n. 1741 - Pisa, † 1809)
- Francesco Rossi, scienziato italiano (Scavarda, n. 1794 - Torino, † 1858)
- Frank Valente, scienziato, fisico e matematico italiano (Padula, n. 1898 - New York, † 1984)

## Semiologi(2)
- Francesco Casetti, semiologo, critico cinematografico e critico televisivo italiano (Trento, n. 1947)
- Francesco Marsciani, semiologo italiano (Modena, n. 1952)

## Showgirl e showman(1)
- Frank Lentini, showman e circense italiano (Rosolini, n. 1889 - Jackson, † 1966)

## Siepisti(2)
- Francesco Panetta, ex siepista e mezzofondista italiano (Siderno, n. 1963)
- Francesco Valenti, ex siepista italiano (n. 1945)

## Sindacalisti(7)
- Francesco Alunni Pierucci, sindacalista, partigiano e politico italiano (Umbertide, n. 1902 - Perugia, † 1985)
- Francesco Paolo Capone, sindacalista italiano (Roma, n. 1961)
- Francesco Catanzariti, sindacalista e politico italiano (Platì, n. 1933 - Reggio Calabria, † 2024)
- Francesco Colucci, sindacalista e politico italiano (Brindisi, n. 1932)
- Francesco Guidolin, sindacalista e politico italiano (Cartigliano, n. 1923 - Vicenza, † 2016)
- Francesco Mariani, sindacalista e politico italiano (Milano, n. 1886 - † 1976)
- Francesco Pezzino, sindacalista e politico italiano (Catania, n. 1920 - Catania, † 1993)

## Sociologi(2)
- Francesco Alberoni, sociologo, giornalista e scrittore italiano (Borgonovo Val Tidone, n. 1929 - Milano, † 2023)
- Francesco Mattioli, sociologo italiano (Viterbo, n. 1947)

## Sollevatori(2)
- Francesco Capra, sollevatore italiano (Nuoro, n. 1981)
- Francesco Mercoli, sollevatore italiano (Milano, n. 1894 - Milano, † 1959)

## Soprani(1)
- Francesco Grisi, soprano italiano (Ala, n. 1709 - Ala, † 1782)

## Sovrani(7)
- Francesco I delle Due Sicilie, re (Napoli, n. 1777 - Napoli, † 1830)
- Francesco I di Francia, re francese (Cognac, n. 1494 - Rambouillet, † 1547)
- Francesco II delle Due Sicilie, re (Napoli, n. 1836 - Arco, † 1894)
- Francesco II di Francia, re (Fontainebleau, n. 1544 - Orléans, † 1560)
- Francesco Febo di Navarra, re (n. 1466 - Pamplona, † 1483)
- Francesco Giuseppe I d'Austria, sovrano austriaco (Vienna, n. 1830 - Vienna, † 1916)
- Francesco I de' Medici, sovrano italiano (Firenze, n. 1541 - Poggio a Caiano, † 1587)

## Sportivi(1)
- Francesco Bonanno, sportivo italiano (n. 1976)

## Statistici(1)
- Francesco Billari, statistico italiano (Milano, n. 1970)

## Stilisti(1)
- Francesco Scognamiglio, stilista italiano (Pompei, n. 1975)

## Storici(49)
- Francesco Maria Accinelli, storico, geografo e presbitero italiano (Genova, n. 1700 - Genova, † 1777)
- Francesco Ambrosi, storico, etnologo e botanico italiano (Borgo Valsugana, n. 1821 - Trento, † 1897)
- Francesco Angeloni, storico e umanista italiano (Terni, n. 1559 - Roma, † 1652)
- Francesco Prospero Antonini, storico, patriota e magistrato italiano (Udine, n. 1809 - Firenze, † 1884)
- Francesco Maria Appendini, storico e letterato italiano (Poirino, n. 1769 - Zara, † 1837)
- Francesco Barbagallo, storico italiano (Salerno, n. 1945)
- Francesco Bellati, storico, numismatico e economista italiano (Milano, n. 1749 - † 1819)
- Francesco Benigno, storico italiano (Palermo, n. 1955)
- Francesco Berlan, storico, letterato e patriota italiano (Venezia, n. 1821 - Torino, † 1886)
- Francesco Maria Biscione, storico italiano (Parma, n. 1954 - Roma, † 2024)
- Francesco Girolamo Bocchi, storico e archeologo italiano (Adria, n. 1748 - Adria, † 1810)
- Francesco Bonini, storico e politologo italiano (Reggio nell'Emilia, n. 1957)
- Francesco Brancato, storico italiano (Ciminna, n. 1913 - Palermo, † 2002)
- Francesco Brandileone, storico italiano (Buonabitacolo, n. 1858 - Napoli, † 1929)
- Francesco Brunetti, storico e scrittore italiano (Campli - Campli, † 1648)
- Francesco Bulgarini, storico, politico e mecenate italiano (Tivoli, n. 1801 - Tivoli, † 1887)
- Francesco Cancellieri, storico, bibliotecario e bibliografo italiano (Roma, n. 1751 - Roma, † 1826)
- Francesco Caracciolo, storico, scrittore e saggista italiano (Gallico, n. 1930)
- Francesco Carandini, storico e poeta italiano (Colleretto Giacosa, n. 1858 - Parella, † 1946)
- Francesco Cesare Casula, storico italiano (Livorno, n. 1933)
- Francesco Cognasso, storico italiano (Pinerolo, n. 1886 - Torino, † 1986)
- Francesco Cusani, storico, scrittore e traduttore italiano (Milano, n. 1802 - Carate Brianza, † 1879)
- Francesco De Pietri, storico e giurista italiano (Napoli, n. 1575 - † 1645)
- Francesco Maria Emanuele Gaetani, storico italiano (Palermo, n. 1720 - Palermo, † 1802)
- Francesco Ercole, storico e politico italiano (La Spezia, n. 1884 - Gardone Riviera, † 1945)
- Francesco Ereddia, storico italiano (Tripoli, n. 1947)
- Francesco Filippi, storico italiano (Levico Terme, n. 1981)
- Francesco Germinario, storico italiano (Molfetta, n. 1955)
- Francesco Maria Gianni, storico, economista e politico italiano (Firenze, n. 1728 - Genova, † 1821)
- Francesco Giunta, storico e critico d'arte italiano (Gangi, n. 1924 - Palermo, † 1994)
- Francesco Lanzoni, storico e presbitero italiano (Faenza, n. 1862 - Faenza, † 1929)
- Francesco Lenci, storico e scrittore italiano (Viareggio, n. 1869 - Pisa, † 1956)
- Francesco Lucrezi, storico e pittore italiano (Napoli, n. 1954)
- Francesco Maria Colle, storico italiano (Belluno, n. 1744 - Limana, † 1815)
- Francesco Martio, storico italiano (Tivoli, n. 1608 - † 1662)
- Francesco Mattesini, storico italiano (Arezzo, n. 1936)
- Francesco Maria Mirabella, storico, educatore e poeta italiano (Alcamo, n. 1850 - Alcamo, † 1931)
- Francesco Paolo Nitti, storico e ufficiale italiano (Matera, n. 1914 - Molfetta, † 1979)
- Francesco Ogliari, storico, museologo e politico italiano (Milano, n. 1931 - Milano, † 2009)
- Francesco Perfetti, storico italiano (Roma, n. 1943)
- Francesco Predari, storico, enciclopedista e bibliotecario italiano (Griante, n. 1809 - La Spezia, † 1870)
- Francesco Renda, storico e politico italiano (Cattolica Eraclea, n. 1922 - Palermo, † 2013)
- Francesco Savini, storico, archeologo e bibliografo italiano (Teramo, n. 1846 - Selva dei Colli di Mosciano Sant'Angelo, † 1940)
- Francesco Scandone, storico italiano (Montella, n. 1868 - Napoli, † 1957)
- Francesco II Sforza, storico italiano (Milano, n. 1495 - Vigevano, † 1535)
- Francesco Surdich, storico italiano (Cherso, n. 1944 - Genova, † 2024)
- Francesco Traniello, storico italiano (Milano, n. 1936)
- Francesco Valli, storico e biografo italiano (Faenza, n. 1900 - Urbino, † 1978)
- Francesco Paolo Volpe, storico e presbitero italiano (Matera, n. 1779 - Matera, † 1858)

## Storici dell'architettura(1)
- Francesco Dal Co, storico dell'architettura, teorico dell'architettura e curatore editoriale italiano (Ferrara, n. 1945)

## Storici dell'arte(11)
- Francesco Arcangeli, storico dell'arte, poeta e critico letterario italiano (Bologna, n. 1915 - Bologna, † 1974)
- Francesco Saverio Baldinucci, storico dell'arte italiano (Firenze, n. 1663 - Signa, † 1738)
- Francesco Caglioti, storico dell'arte italiano (Lamezia Terme, n. 1964)
- Niccolò Gabburri, storico dell'arte italiano (Firenze, n. 1676 - Firenze, † 1742)
- Francesco Malaguzzi Valeri, storico dell'arte, numismatico e funzionario italiano (Reggio nell'Emilia, n. 1867 - Bologna, † 1928)
- Francesco Palmegiani, storico dell'arte, giornalista e politico italiano (Rieti, n. 1892 - Rieti, † 1955)
- Francesco Petrucci, storico dell'arte e architetto italiano (Albano Laziale, n. 1958)
- Francesco Poli, storico dell'arte italiano (Torino, n. 1949)
- Francesco Scannelli, storico dell'arte e medico italiano (Forlì, n. 1616 - † 1663)
- Francesco Tassi, storico dell'arte italiano (Bergamo, n. 1710 - † 1782)
- Francesco Zanotto, storico dell'arte italiano (Venezia, n. 1794 - Venezia, † 1863)

## Storici della filosofia(1)
- Francesco Del Punta, storico della filosofia italiano (Pisa, n. 1941 - Pisa, † 2013)

## Storici della letteratura(1)
- Francesco Torraca, storico della letteratura, italianista e politico italiano (Pietrapertosa, n. 1853 - Napoli, † 1938)

## Tennistavolisti(1)
- Francesco Manneschi, ex tennistavolista italiano (Arezzo, n. 1967)

## Tennisti(2)
- Francesco Cancellotti, ex tennista italiano (Perugia, n. 1963)
- Francesco Passaro, tennista italiano (Perugia, n. 2001)

## Tenori(9)
- Francesco Albanese, tenore e attore italiano (Torre del Greco, n. 1912 - Roma, † 2005)
- Francesco Anile, tenore italiano (Polistena, n. 1962)
- Francesco Borosini, tenore italiano (Modena - Vienna, † 1731)
- Francesco Daddi, tenore italiano (Napoli, n. 1864 - Chicago, † 1945)
- Francesco Dominici, tenore italiano (n. 1885 - L'Avana, † 1968)
- Francesco Marconi, tenore italiano (Roma, n. 1855 - Roma, † 1916)
- Francesco Meli, tenore italiano (Genova, n. 1980)
- Francesco Merli, tenore italiano (Corsico, n. 1887 - Milano, † 1976)
- Francesco Tamagno, tenore italiano (Torino, n. 1850 - Varese, † 1905)

## Teologi(6)
- Francesco Raimondo Adami, teologo e collezionista d'arte italiano (Livorno, n. 1711 - Livorno, † 1792)
- Francesco Amico, teologo italiano (Cosenza, n. 1578 - Graz, † 1651)
- Francesco Bertazzoli, teologo, cardinale e poeta italiano (Ca' di Lugo, n. 1754 - Roma, † 1830)
- Francesco Giuntini, teologo e astrologo italiano (Firenze, n. 1523 - Lione, † 1590)
- Francesco Stancaro, teologo italiano (Mantova, n. 1501 - Stopnica, † 1574)
- Francesco Turrettini, teologo svizzero (Ginevra, n. 1623 - Ginevra, † 1687)

## Teorici dell'architettura(1)
- Francesco Milizia, teorico dell'architettura, storico dell'arte e critico d'arte italiano (Oria, n. 1725 - Roma, † 1798)

## Tipografi(4)
- Francesco Fabri, tipografo italiano (Corinaldo)
- Francesco Griffo, tipografo italiano (Bologna - Bologna)
- Francesco Stianti, tipografo italiano (Firenze, n. 1843 - San Casciano in Val di Pesa, † 1927)
- Francesco Vigo, tipografo e editore italiano (Livorno, n. 1818 - Livorno, † 1889)

## Tiratori a segno(1)
- Francesco Bruno, tiratore a segno italiano (Foggia, n. 1978)

## Tiratori a volo(2)
- Francesco Amici, tiratore a volo sammarinese (Città di San Marino, n. 1960)
- Francesco D'Aniello, tiratore a volo italiano (Nettuno, n. 1969)

## Traduttori(2)
- Francesco Angiolini, traduttore e scrittore italiano (Piacenza, n. 1750 - Polock, † 1788)
- Francesco Groggia, traduttore, saggista e drammaturgo italiano (Roma, n. 1972)

## Triplisti(1)
- Francesco Tabai, triplista e lunghista italiano (Gorizia, n. 1908 - Gorizia, † 1984)

## Trombettisti(2)
- Frank Nemola, trombettista italiano (Lecce, n. 1957)
- Cicci Santucci, trombettista e compositore italiano (Lanciano, n. 1939)

## Truccatori(1)
- Francesco Freda, truccatore italiano (Foligno, n. 1925 - Pistoia, † 2019)

## Tuffatori(3)
- Francesco Casalini, tuffatore italiano (Milano, n. 2003)
- Francesco Dell'Uomo, ex tuffatore italiano (Colleferro, n. 1987)
- Francesco Porco, tuffatore italiano (Cosenza, n. 1999)

## Umanisti(20)
- Francesco Barbaro, umanista, politico e diplomatico italiano (Venezia, n. 1390 - Venezia, † 1454)
- Francesco Cigalini, umanista, medico e astrologo italiano (Como, n. 1489 - Como, † 1551)
- Francesco Dal Pozzo, umanista italiano (Contignaco - Milano, † 1490)
- Francesco Filelfo, umanista e scrittore italiano (Tolentino, n. 1398 - Firenze, † 1481)
- Francesco da Nardò, umanista e teologo italiano (Nardò - Padova, † 1489)
- Francesco da Fiano, umanista italiano (Fiano, n. 1350 - † 1421)
- Francesco Franchini, umanista, poeta e vescovo cattolico italiano (Scigliano, n. 1500 - Roma, † 1559)
- Francesco Luci, umanista e letterato italiano (Urbania)
- Francesco Elio Marchese, umanista italiano (Napoli - Napoli, † 1517)
- Francesco Maturanzio, umanista e letterato italiano (Perugia, n. 1443 - Perugia, † 1518)
- Francesco Maria Molza, umanista e poeta italiano (Modena, n. 1489 - Modena, † 1544)
- Francesco Negri, umanista, letterato e teologo italiano (Bassano del Grappa, n. 1500 - Pińczów, † 1563)
- Francesco Porto, umanista greco (Retimo, n. 1511 - Ginevra, † 1581)
- Francesco Prendilacqua, umanista italiano (Mantova - † 1499)
- Francesco Priscianese, umanista italiano (Pieve a Presciano, n. 1494)
- Francesco Pucci, umanista italiano (Firenze, n. 1463 - Roma, † 1512)
- Francesco Robortello, umanista italiano (Udine, n. 1516 - Padova, † 1567)
- Francesco Vigilio, umanista e letterato italiano (n. 1446 - Mantova, † 1534)
- Francesco da Castiglione, umanista e religioso italiano (Firenze - Firenze, † 1484)
- Francesco da Meleto, umanista italiano (Bologna, n. 1449)

## Urbanisti(1)
- Francesco Indovina, urbanista, politico e giornalista italiano (Termini Imerese, n. 1933)

## Velisti(6)
- Francesco Bruni, velista italiano (Palermo, n. 1973)
- Francesco Giovanelli, velista italiano (Milano, n. 1871 - Varazze, † 1945)
- Francesco Marcolini, velista italiano (Genova, n. 1971)
- Francesco Marrai, velista italiano (Pisa, n. 1993)
- Francesco Scagliola, velista italiano (Melito di Porto Salvo, n. 2000)
- Francesco de Angelis, velista italiano (Napoli, n. 1960)

## Velocisti(3)
- Francesco Cappellin, velocista italiano (Camposampiero, n. 1990)
- Francesco Sansovini, velocista sammarinese (n. 2000)
- Francesco Scuderi, ex velocista italiano (Catania, n. 1977)

## Vetrai(1)
- Francesco Luna, vetraio e storiografo italiano (Murano, n. 1586)

## Vibrafonisti(1)
- Francesco Lo Cascio, vibrafonista italiano (Roma, n. 1961)

## Violinisti(6)
- Francesco De Angelis, violinista italiano (Castellammare di Stabia, n. 1971)
- Francesco Geminiani, violinista e compositore italiano (Lucca, n. 1687 - Dublino, † 1762)
- Francesco Manara, violinista italiano (n. 1969)
- Francesco Manfredini, violinista e compositore italiano (Pistoia, n. 1684 - Pistoia, † 1762)
- Francesco Vaccari, violinista e compositore italiano (Modena, n. 1775 - Londra, † 1824)
- Francesco de Guarnieri, violinista e compositore italiano (Adria, n. 1867 - Venezia, † 1927)

## Violoncellisti(5)
- Francesco Alborea, violoncellista e compositore italiano (Napoli, n. 1691 - Vienna, † 1739)
- Francesco Dillon, violoncellista italiano (Torino, n. 1973)
- Francesco Serato, violoncellista italiano (Castelfranco Veneto, n. 1843 - Bologna, † 1919)
- Francesco Paolo Supriani, violoncellista e compositore italiano (Conversano, n. 1678 - Napoli, † 1753)
- Francesco Zappa, violoncellista e compositore italiano (Milano, n. 1717 - L'Aia, † 1803)

## Wrestler(1)
- Francesco Akira, wrestler italiano (Bergamo, n. 1999)

## Youtuber(1)
- Frank Matano, youtuber, comico e attore italiano (Santa Maria Capua Vetere, n. 1989)

## Zoologi(1)
- Francesco Saverio Monticelli, zoologo italiano (Napoli, n. 1863 - Napoli, † 1927)

## Senza attività specificata(42)
- Francesco II Acciaiuoli, duca italiano (Morea, † 1460)
- Francesco Antonio Arpaja, italiano (Napoli, n. 1587 - Madrid, † 1648)
- Francesco Berardi, brigatista italiano (Terlizzi, n. 1929 - Cuneo, † 1979)
- Francesco Besucco, italiano (Argentera, n. 1850 - Torino, † 1864)
- Francesco Ceccarelli, cantante castrato italiano (Foligno, n. 1752 - Dresda, † 1814)
- Francesco I Crispo, duca († 1397)
- Francesco II Crispo, duca († 1463)
- Francesco III Crispo, duca (n. 1483 - Candia, † 1511)
- Francesco Farnese, duca italiano (Parma, n. 1678 - Piacenza, † 1727)
- Francesco Faustini, agricoltore e politico italiano (Terni, n. 1864 - † 1927)
- Francesco II di Lorena, duca francese (Palazzo Ducale di Nancy, n. 1572 - Badonviller, † 1632)
- Francesco I di Lorena, duca francese (Nancy, n. 1517 - Remiremont, † 1545)
- Francesco I di Sassonia-Lauenburg, duca (n. 1510 - Buxtehude, † 1581)
- Francesco II di Sassonia-Lauenburg, duca (Ratzeburg, n. 1547 - Lauenburg, † 1619)
- Francesco IV d'Austria-Este, duca (Milano, n. 1779 - Modena, † 1846)
- Francesco Ermanno di Sassonia-Lauenburg, duca (Toužim, n. 1629 - Schwarzenbek, † 1666)
- Francesco di Saluzzo, marchese (Saluzzo, n. 1498 - Carmagnola, † 1537)
- Francesco di Valois, duca francese (Amboise, n. 1518 - Tournon-sur-Rhône, † 1536)
- Francesco Gonzaga, cavaliere medievale italiano (n. 1477 - † 1511)
- Francesco Niccolò Gonzaga, marchese (n. 1731 - † 1783)
- Francesco Grimaldi di Monaco, monegasco (Genova - Ventimiglia, † 1309)
- Francesco Antonio di Hohenzollern-Haigerloch, conte tedesco (Castello di Sigmaringen, n. 1657 - Friedlingen, † 1702)
- Franco La Polla, storico del cinema e critico cinematografico italiano (Faenza, n. 1943 - Pavia, † 2009)
- Francesco Maria Marescotti Ruspoli, marchese e principe italiano (Vignanello, n. 1672 - Roma, † 1731)
- Francesco Paolo Masullo, cantante castrato italiano (Acquaviva delle Fonti, n. 1679 - Acquaviva delle Fonti, † 1733)
- Francesco Nanni, ex tiratore a segno sammarinese (Saint-Cloud, n. 1949)
- Francesco I di Pomerania, duca e vescovo luterano (Barth, n. 1577 - Stettino, † 1620)
- Francesco Rutelli, ex politico e giornalista italiano (Roma, n. 1954)
- Francesco Giosea di Sassonia-Coburgo-Saalfeld, duca (Saalfeld, n. 1697 - Rodach, † 1764)
- Francesco di Savoia-Racconigi, marchese (Torino - Racconigi, † 1503)
- Senesino, cantante castrato italiano (Siena, n. 1686 - Siena, † 1758)
- Francesco Senier
- Francesco Maria Sforza, conte italiano (Pavia, n. 1491 - Angoulême, † 1512)
- Francesco Signore, vulcanologo italiano (n. 1886 - Napoli, † 1959)
- Francesco Tarabotto, comandante marittimo italiano (Lerici, n. 1877 - Genova, † 1969)
- Franco Teodoro, grafico e designer italiano (Torino, n. 1939 - Torino, † 2005)
- Francesco Zambrini, italianista italiano (Faenza, n. 1810 - Bologna, † 1887)
- Francesco III d'Orléans-Longueville, conte francese (n. 1535 - † 1551)
- Francesco I de Tassis, italiano (Camerata Cornello, n. 1459 - Bruxelles, † 1517)
- Francesco della Sega, italiano (Rovigo, n. 1528 - Venezia, † 1565)
- Francesco II di Bretagna, conte (Clisson, n. 1433 - Couëron, † 1488)
- Francesco Federico di Sassonia-Coburgo-Saalfeld, duca tedesco (Coburgo, n. 1750 - Coburgo, † 1806)